# Класифікації переломів і вивихів AO/OTA

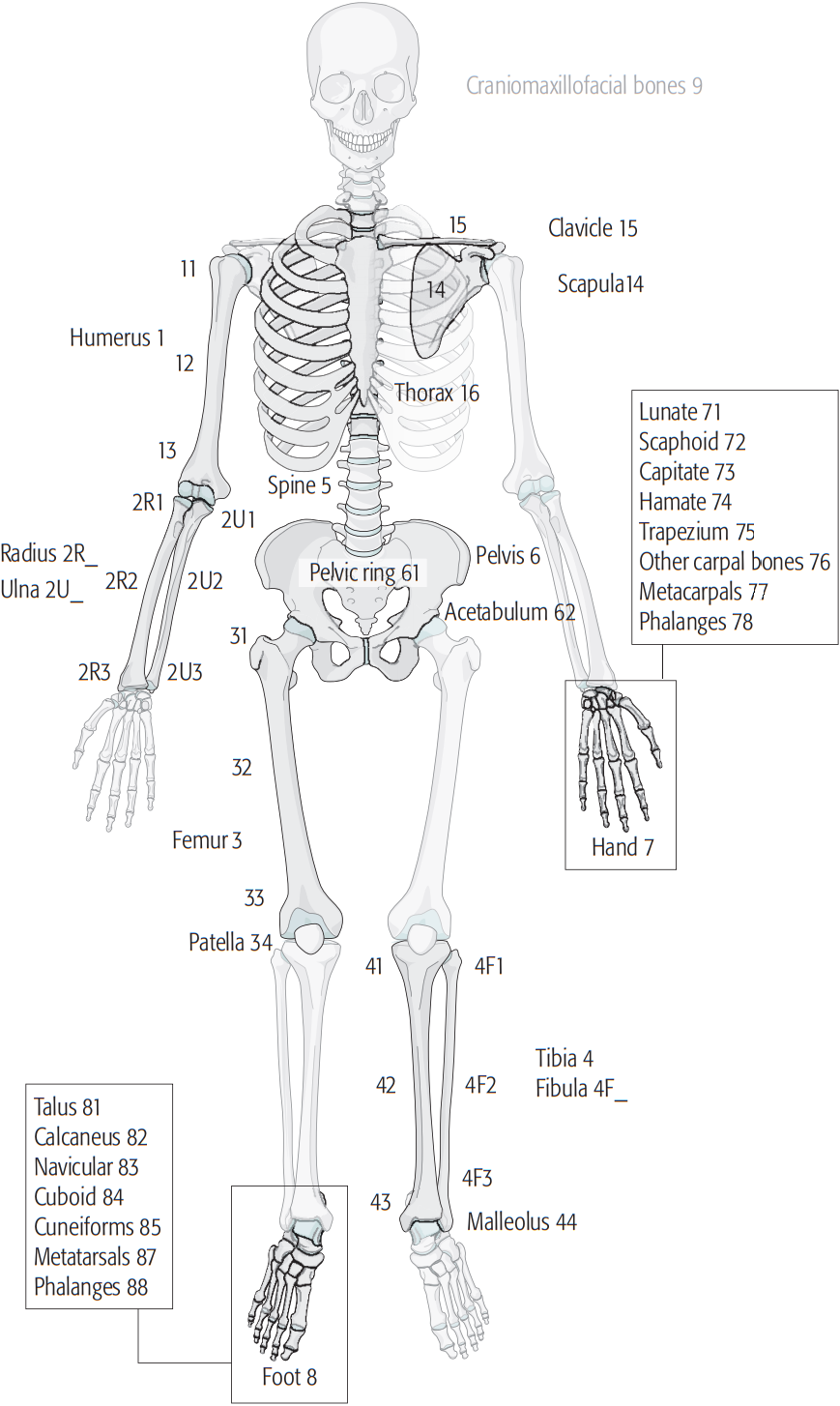
Позначення сегментів кісток в класифікації АО/ОТА

Класифікації переломів і вивихів AO/OTA (відома також як Класифікації переломів і вивихів AO (Muller AO; AO/ASIF)—уніфікована, міждисциплінарна, клінічна класифікація переломів та вивихів кісток у дорослих та дітей, запропонована такими асоціаціями ортопедів-травматологів як AO Foundation та ОТА (Orthopedic Trauma Association). Класифікація використовується травматологами та ортопедами та є прийнятою практично у всьому світі. Така класифікація є по суті кодованим діагнозом, що дає змогу вибрати метод лікування чи спосіб остеосинтезу.

## Історія
Перша класифікація переломів довгих кісток M. E. Muller та співавторів була опублікована в 1987 р. німецькою мовою в Берліні. Перекладена англійською мовою професором Джозефом Шацкером і опублікована у 1990 р.
У 1996 р. АO (Arbeitsgemeinschaft für Osteosynthesefragen — швейцарське товариство ортопедичних хірургів) та ОТА (Orthopedic Trauma Association американська асоціація ортопедичних хірургів) погодилися уніфікувати принципи кодування переломів, щоб класифікувати всі переломи, які можуть статися у скелеті людини. Ця робота знайшла своє відображення у першому компендіумі, опублікованому в 1996 році.
Крім того, спільно АО та ОТА було прийнято рішення щодо подальшого вдосконалення класифікації протягом 10 років, результатом чого став перегляд 2007 року.
У 2018 році було проведено черговий перегляд класифікації переломів та вивихів.

## Принципи класифікації
Згідно з цією класифікацією всі кістки скелета отримують цифрову позначку. В довгих трубчастих кістках виділяють три сегменти:
- проксимальний (1);
- діафізарний (2);
- дистальний (3).

Переломи кісточок включені в окремий сегмент (44).
Переломи кожного сегмента кістки ділять на три типи:
- діафізарні переломи:
  - прості (А);
  - скалкові клиноподібні (В);
  - багатофрагментарні (С)[5], до 2018 року використовувася термін «складні»[4];
- переломи проксимального та дистального сегментів ділять на:
  - навколосуглобові (А);
  - внутрішньосуглобові часткові (В);
  - внутрішньосуглобові повні (С).

За складністю кожний тип ділять на три підгрупи: А1, А2, А3; В1, В2, В3; С1,С2, С3.
| Локалізація | Локалізація | Морфологія | Морфологія | Морфологія | Морфологія | Морфологія                  |
| ----------- | ----------- | ---------- | ---------- | ---------- | --- | --------------------------- |
| Кістка      | Локалізація | Тип        | Група      | .Підгрупа  | (Кваліфікація) | [Універсальний модифікатор] |
|             |             |            |            |            | Кваліфікації позначаються зірочкою як малими літерами буква в заокруглених дужках після коду перелому (). Універсальні модифікатори вказують в квадратних дужках після коду перелому [ ]. Застосовуються універсальні модифікатори та кваліфікації коли це доречно. |                             |

Приклад: Перелом-вивих проксимального відділу плечової кістки с зміщення, передній вивих, пошкодження хряща та остеопенія = 11A1.2[2,5a,8e,9]

### Процес класифікації та кодифікації діафізарних переломів кісток
| Етап | Питання                                                                           | Відповідь                                                        |
| ---- | --------------------------------------------------------------------------------- | ---------------------------------------------------------------- |
| 1    | Що це за кістка?                                                                  | В залежності від кістки обирається її номер згідно класифікації. |
| 2    | Перелом середнього сегменту чи кінцевих сегментів кістки?                         | Перелом середнього сегменту (діафізу) — цифра 2                  |
| 3    | Який тип перелому?                                                                | Простий (А), клиноподібний (В), багатоуламковий (С)              |
| 4а   | Визначення групи: якщо перелом простий (А), яка картина (група) перелому?         | Спіральний (1), косий (2), поперечний (3)                        |
| 4в   | Визначення групи: якщо перелом клиноподібний (В), яка картина (група) перелому?   | Інтактний (2) або багатоуламковий (3)                            |
| 4с   | Визначення групи: якщо перелом багатоуламковий (С), яка картина (група) перелому? | Інтактний сегмент (2) або багатоуламковий сегмент (3)            |
| 5    | Додаються відповідні кваліфікатори та/або універсальні модифікатори               |                                                                  |

### Процес класифікації та кодифікації переломів дистальних та проксимальних сегментів кісток
| Етап | Питання | Відповідь |
| ---- | --- | --- |
| 1    | Що це за кістка? | В залежності від кістки обирається її номер згідно класифікації. |
| 2    | Який кінець кістки зламано?                                                                                              | Проксимальний (1) або дистальний (3) |
| 3    | Визначення типу: перелом заходить на суглобову поверхню?                                                                 | Ні, позасуглобовий (А), переходь до етапу 5. Так, внутрішньосуглобовий (В або С), переходь до етапу 4(а, в) |
| 4а   | Визначення типу: якщо перелом внутрішньосуглобовий, він частковий (частина суглобової поверхні прикріплена до метафізу)? | Так (тип В), переходь до етапу 6 |
| 4в   | Визначення типу: якщо перелом внутрішньосуглобовий, він повний (немає суглобової поверхні прикріпленої до метафізу)?     | Так (тип С), переходь до етапу 7 |
| 5    | Визначення групи: якщо перелом позасуглобовий (А), яка його картина?                                                     | Авульсивний (1), простий (2), клиноподібний або багатоуламковий (3) |
| 6    | Визначення групи: якщо перелом частково внутрішньосуглобовий (В), яка його картина?                                      | Простий (1), розкол або вколочення (2), уламковий (3) |
| 7    | Визначення групи: якщо перелом повністю внутрішньосуглобовий (С), яка його картина?                                      | Простий (1), багатоуламковий (2) |
| 8    | Визначення підгрупи: якщо перелом повністю внутрішньосуглобовий (С), яка картина перелому метафіза?                      | Простий внутрішньосуглобовий з простим метафізарним переломом (1), простий внутрішньосуглобовий з багатоуламковий метафізарним переломом (2), багатоуламковий внутрішньосуглобовий з багатоуламковий метафізарним переломом (3) |
| 9    | Додаються відповідні кваліфікатори та/або універсальні модифікатори                                                      | |

### Універсальні модифікатори
| Код                                                                                     | Характеристика |
| --------------------------------------------------------------------------------------- | --- |
| 1                                                                                       | Без зміщення |
| 2                                                                                       | Зі зміщенням |
| 3                                                                                       | Вколочений (імпактований) |
| 3а                                                                                      | Суглобовий |
| 3b                                                                                      | Метафізарний |
| 4                                                                                       | Без вколочення (імпакції) |
| 5                                                                                       | Вивих |
| 5а                                                                                      | Вперед (волярний, пальмарний, плантарний) |
| 5b                                                                                      | Назад (дорзально) |
| 5с                                                                                      | Медіально (ульнарно) |
| 5d                                                                                      | Латерально (радіально) |
| 5e                                                                                      | Донизу (у випадку стегна — обтураторно) |
| 5f                                                                                      | Багатоплощинний |
| 6                                                                                       | Підвивих/нестабільність зв'язочного апарата |
| 6а                                                                                      | Вперед (волярний, пальмарний, плантарний) |
| 6b                                                                                      | Назад (дорзально) |
| 6с                                                                                      | Медіально (ульнарно) |
| 6d                                                                                      | Латерально (радіально) |
| 6e                                                                                      | Донизу (у випадку стегна — обтураторно) |
| 6f                                                                                      | Багатоплощинний |
| 7                                                                                       | Диафізарне розширення |
| 8                                                                                       | Пошкодження суглобового хряща* |
| 8а                                                                                      | ICRS тип 0 — Нормальний |
| 8b                                                                                      | ICRS тип 1 — Поверхневе поглиблення (A) та/або поверхневі ямки та тріщини (B) |
| 8c                                                                                      | ICRS тип 2 — Аномальні ураження, що поширюються на 50 % глибини хряща |
| 8d                                                                                      | ICRS тип 3 — Аномальні ураження, що поширюються на 50 % глибини хряща |
| 8e                                                                                      | ICRS тип 4 — (A) Серйозні порушення з дефектами, що поширюються на >50 % глибини хряща; (B) аж до кальцифікованого шару; (C) до субхондральної кістки, але не через неъ; (D) блістери включення |
| 9                                                                                       | Поганий стан кістки (остеопенія) |
| 10                                                                                      | Пересадка (реплантація) кістки |
| 11                                                                                      | Ампутація пов'язана с переломом |
| 12                                                                                      | Пов'язаний з імплантом (не для артропластики) |
| 13                                                                                      | Спіральний тип перелому |
| 14                                                                                      | Згинальний тип перелому |
| *Ця система класифікації запропонована Міжнародний товариством відновлення хряща (ICRS) | |

## Класифікація переломів кісток AO/OTA варіант 2018 року

### Плечова кістка (1)
| Кістка           | Локалізація             | Тип                                                      | Група                                                                                          | Підгрупа                                                                                                 | Кваліфікація                                                                               |
| ---------------- | ----------------------- | -------------------------------------------------------- | ---------------------------------------------------------------------------------------------- | --- | ------------------------------------------------------------------------------------------ |
| 1 Плечова кістка | 11 Проксимальний відділ | 11А позасуглобовий, однофокальний, двохуламковий перелом | 11А1 Перелом горбиків                                                                          | 11A1.1 Великий горбик                                                                                    |                                                                                            |
| 1 Плечова кістка | 11 Проксимальний відділ | 11А позасуглобовий, однофокальний, двохуламковий перелом | 11А1 Перелом горбиків                                                                          | 11A1.2 Малий горбик                                                                                      |                                                                                            |
| 1 Плечова кістка | 11 Проксимальний відділ | 11А позасуглобовий, однофокальний, двохуламковий перелом | 11A2 Перелом хірургічної шийки                                                                 | 11A2.1 Простий                                                                                           |                                                                                            |
| 1 Плечова кістка | 11 Проксимальний відділ | 11А позасуглобовий, однофокальний, двохуламковий перелом | 11A2 Перелом хірургічної шийки                                                                 | 11A2.2 Клиноподібний                                                                                     |                                                                                            |
| 1 Плечова кістка | 11 Проксимальний відділ | 11А позасуглобовий, однофокальний, двохуламковий перелом | 11A2 Перелом хірургічної шийки                                                                 | 11A2.3 Багатофрагментарний                                                                               |                                                                                            |
| 1 Плечова кістка | 11 Проксимальний відділ | 11А позасуглобовий, однофокальний, двохуламковий перелом | 11A3 Позасуглобовий вертикальний перелом                                                       | - |                                                                                            |
| 1 Плечова кістка | 11 Проксимальний відділ | 11В позасуглобовий, двофокальний, трьохуламковий перелом | 11В1 Перелом хірургічної шийки                                                                 | 11B1.1 з переломом великого бугорка                                                                      | u-цілий клин v-багатоуламковий клин                                                        |
| 1 Плечова кістка | 11 Проксимальний відділ | 11В позасуглобовий, двофокальний, трьохуламковий перелом | 11В1 Перелом хірургічної шийки                                                                 | 11B1.2 з переломом малого бугорка                                                                        | u-цілий клин v-багатоуламковий клин                                                        |
| 1 Плечова кістка | 11 Проксимальний відділ | 11C внутрішньосуглобовий або 4-х фрагментарний           | 11C1 Анатомічна шийка                                                                          | 11C1.1 Вальгусний перелом                                                                                | n-великий горбик o-малий горбик p-обидва горбика                                           |
| 1 Плечова кістка | 11 Проксимальний відділ | 11C внутрішньосуглобовий або 4-х фрагментарний           | 11C1 Анатомічна шийка                                                                          | 11C1.3 Ізольований анатомічний перелом шийки                                                             |                                                                                            |
| 1 Плечова кістка | 11 Проксимальний відділ | 11C внутрішньосуглобовий або 4-х фрагментарний           | 11C3 Анатомічний перелом шийки, пов'язаний з метафізарним переломом                            | 11C3.1 З багатофрагментним переломом метафіза з інтактною суглобовою поверхнею                           |                                                                                            |
| 1 Плечова кістка | 11 Проксимальний відділ | 11C внутрішньосуглобовий або 4-х фрагментарний           | 11C3 Анатомічний перелом шийки, пов'язаний з метафізарним переломом                            | 11C3.2 З багатофрагментним переломом метафіза з переломом суглобової поверхні                            | х-простий суглобовий y-багатофрагментний суглобовий                                        |
| 1 Плечова кістка | 11 Проксимальний відділ | 11C внутрішньосуглобовий або 4-х фрагментарний           | 11C3 Анатомічний перелом шийки, пов'язаний з метафізарним переломом                            | 11C3.3 З багатофрагментним переломом метафіза, з діафізарним розширенням і переломом суглобової поверхні | х-простий суглобовий y-багатофрагментний суглобовий                                        |
| 1 Плечова кістка | 12 Діафіз               | 12А Простий                                              | 12A1 Спіральний перелом                                                                        | - | a-Проксимальна 1/3 b-Середня 1/3 c-Дистальна 1/3                                           |
| 1 Плечова кістка | 12 Діафіз               | 12А Простий                                              | 12A2 Косий перелом (≥30°)                                                                      | - | a-Проксимальна 1/3 b-Середня 1/3 c-Дистальна 1/3                                           |
| 1 Плечова кістка | 12 Діафіз               | 12А Простий                                              | 12A3 Поперечий перелом (<30°)                                                                  | - | a-Проксимальна 1/3 b-Середня 1/3 c-Дистальна 1/3                                           |
| 1 Плечова кістка | 12 Діафіз               | 12В Клиноподібний                                        | 12B2 Інтактний клиподібний перелом                                                             | - | a-Проксимальна 1/3 b-Середня 1/3 c-Дистальна 1/3                                           |
| 1 Плечова кістка | 12 Діафіз               | 12В Клиноподібний                                        | 12B3 Багатоуламковий клиноподібний перелом                                                     | - | a-Проксимальна 1/3 b-Середня 1/3 c-Дистальна 1/3                                           |
| 1 Плечова кістка | 12 Діафіз               | 12С Багатоуламковий                                      | 12C2 Інтактний сегментарний перелом                                                            | - | i-проксимальний діафізарно-метафізарний j-діафізарний k-дистальний діафізарно-метафізарний |
| 1 Плечова кістка | 12 Діафіз               | 12С Багатоуламковий                                      | 12C3 Багатоуламковий сегментарний перелом                                                      | - | i-проксимальний діафізарно-метафізарний j-діафізарний k-дистальний діафізарно-метафізарний |
| 1 Плечова кістка | 13 Дистальний відділ    | 13A Позасуглобовий перелом                               | 13A1 Відривний перелом                                                                         | 13A1.1 Латеральний надвиросток                                                                           |                                                                                            |
| 1 Плечова кістка | 13 Дистальний відділ    | 13A Позасуглобовий перелом                               | 13A1 Відривний перелом                                                                         | 13A1.2 Медіальний надвиросток                                                                            |                                                                                            |
| 1 Плечова кістка | 13 Дистальний відділ    | 13A Позасуглобовий перелом                               | 13A2 Простий перелом                                                                           | 13A2.1 Спіральний перелом                                                                                |                                                                                            |
| 1 Плечова кістка | 13 Дистальний відділ    | 13A Позасуглобовий перелом                               | 13A2 Простий перелом                                                                           | 13A2.2 Косий перелом                                                                                     |                                                                                            |
| 1 Плечова кістка | 13 Дистальний відділ    | 13A Позасуглобовий перелом                               | 13A2 Простий перелом                                                                           | 13A2.3 Поперечний перелом                                                                                |                                                                                            |
| 1 Плечова кістка | 13 Дистальний відділ    | 13A Позасуглобовий перелом                               | 13A3 Клиноподібний або багатоуламковий перелом                                                 | 13A3.1 Інтактний клиноподібний перелом                                                                   | f-латеральний h-медіальний                                                                 |
| 1 Плечова кістка | 13 Дистальний відділ    | 13A Позасуглобовий перелом                               | 13A3 Клиноподібний або багатоуламковий перелом                                                 | 13A3.2 Уламковий клиноподібний перелом                                                                   | f-латеральний h-медіальний                                                                 |
| 1 Плечова кістка | 13 Дистальний відділ    | 13A Позасуглобовий перелом                               | 13A3 Клиноподібний або багатоуламковий перелом                                                 | 13A3.3 Багатоуламковий перелом                                                                           |                                                                                            |
| 1 Плечова кістка | 13 Дистальний відділ    | 13В Частковий суглобовий перелом                         | 13B1 Латеральний сагітальний перелом                                                           | 13B1.1 Простий черезблоковий перелом                                                                     |                                                                                            |
| 1 Плечова кістка | 13 Дистальний відділ    | 13В Частковий суглобовий перелом                         | 13B1 Латеральний сагітальний перелом                                                           | 13B1.2 Перелом головчатого підвищення                                                                    | q-через головчате підвищення r-Між головчатим підвищенням та блоком                        |
| 1 Плечова кістка | 13 Дистальний відділ    | 13В Частковий суглобовий перелом                         | 13B1 Латеральний сагітальний перелом                                                           | 13B1.3 Уламковий черезблоковий перелом                                                                   |                                                                                            |
| 1 Плечова кістка | 13 Дистальний відділ    | 13В Частковий суглобовий перелом                         | 13B2 Медіальний сагітальний перелом                                                            | 13B2.1 Простий черезблоковий перелом наскрізний через блокову борозду                                    |                                                                                            |
| 1 Плечова кістка | 13 Дистальний відділ    | 13В Частковий суглобовий перелом                         | 13B2 Медіальний сагітальний перелом                                                            | 13B2.2 Простий черезблоковий перелом наскрізний через медіальну суглобову поверхню                       |                                                                                            |
| 1 Плечова кістка | 13 Дистальний відділ    | 13В Частковий суглобовий перелом                         | 13B2 Медіальний сагітальний перелом                                                            | 13B2.3 Уламковий черезблоковий перелом                                                                   |                                                                                            |
| 1 Плечова кістка | 13 Дистальний відділ    | 13В Частковий суглобовий перелом                         | 13B3 Фронтальні (корональні) переломи                                                          | 13B3.1 Перелом голівчатого підвищення                                                                    |                                                                                            |
| 1 Плечова кістка | 13 Дистальний відділ    | 13В Частковий суглобовий перелом                         | 13B3 Фронтальні (корональні) переломи                                                          | 13B3.2 Перелом блока                                                                                     |                                                                                            |
| 1 Плечова кістка | 13 Дистальний відділ    | 13В Частковий суглобовий перелом                         | 13B3 Фронтальні (корональні) переломи                                                          | 13B3.3 Перелом голівчатого підвищення та блока                                                           |                                                                                            |
| 1 Плечова кістка | 13 Дистальний відділ    | 13С Повний суглобовий перелом                            | 13C1 Простий суглобовий, простий метафізарний перелом                                          | 13C1.1 Над трансвиростковою віссю                                                                        |                                                                                            |
| 1 Плечова кістка | 13 Дистальний відділ    | 13С Повний суглобовий перелом                            | 13C1 Простий суглобовий, простий метафізарний перелом                                          | 13C1.3 Через або під трансвиростковою віссю                                                              |                                                                                            |
| 1 Плечова кістка | 13 Дистальний відділ    | 13С Повний суглобовий перелом                            | 13C2 Простий суглобовий, клиноподібний або багатоосколковий метафізарний перелом               | 13C2.1 Інтактний клиноподібний перелом                                                                   | f-латеральний h-медіальний u-інтактний клиноподібний                                       |
| 1 Плечова кістка | 13 Дистальний відділ    | 13С Повний суглобовий перелом                            | 13C2 Простий суглобовий, клиноподібний або багатоосколковий метафізарний перелом               | 13C2.2 Уламковий клиноподібний перелом                                                                   | f-латеральний h-медіальний u-інтактний клиноподібний                                       |
| 1 Плечова кістка | 13 Дистальний відділ    | 13С Повний суглобовий перелом                            | 13C2 Простий суглобовий, клиноподібний або багатоосколковий метафізарний перелом               | 13C2.3 Багатоуламковий клиноподібний перелом                                                             |                                                                                            |
| 1 Плечова кістка | 13 Дистальний відділ    | 13С Повний суглобовий перелом                            | 13C3 Багатоуламковий перелом суглобовий, клиновидний або багатоосколковий метафізарний перелом | 13C3.1 Простий метафізарний перелом                                                                      | s-проксимальніше транскондилярної осі t-дистально до транскондилярної осі                  |
| 1 Плечова кістка | 13 Дистальний відділ    | 13С Повний суглобовий перелом                            | 13C3 Багатоуламковий перелом суглобовий, клиновидний або багатоосколковий метафізарний перелом | 13C3.2 Клиноподібний метафізарний перелом                                                                | f-латеральний h-меідальний l-уламковий u-інтактний клиноподібний                           |
| 1 Плечова кістка | 13 Дистальний відділ    | 13С Повний суглобовий перелом                            | 13C3 Багатоуламковий перелом суглобовий, клиновидний або багатоосколковий метафізарний перелом | 13C3.3 Багатоуламковий метафізарний перелом                                                              |                                                                                            |

### Променева (2R) та ліктьова (2L) кістки
| Кістка                       | Локалізація                                                | Тип | Група                                                                                                | Підгрупа                                                            | Кваліфікація |
| ---------------------------- | ---------------------------------------------------------- | --- | --- | ------------------------------------------------------------------- | --- |
| 2R — променева 2L — ліктьова | 2R1/2U1 Проксимальний кінець променева або ліктьова кістка | 2R1A — позасуглобовий перелом | 2R1A1 — відрив двоголового бугра                                                                     | -                                                                   | |
| 2R — променева 2L — ліктьова | 2R1/2U1 Проксимальний кінець променева або ліктьова кістка | 2R1A — позасуглобовий перелом | 2R1A2 — простий перелом шийки                                                                        | -                                                                   | |
| 2R — променева 2L — ліктьова | 2R1/2U1 Проксимальний кінець променева або ліктьова кістка | 2R1A — позасуглобовий перелом | 2R1A3 — багатоуламковий перелом шийки                                                                | -                                                                   | |
| 2R — променева 2L — ліктьова | 2R1/2U1 Проксимальний кінець променева або ліктьова кістка | 2U1A — позасуглобовий перелом | 2U1A1 — відрив місця кріплення трицепса                                                              | -                                                                   | |
| 2R — променева 2L — ліктьова | 2R1/2U1 Проксимальний кінець променева або ліктьова кістка | 2U1A — позасуглобовий перелом | 2U1A2 — простий перелом метафіза                                                                     | -                                                                   | |
| 2R — променева 2L — ліктьова | 2R1/2U1 Проксимальний кінець променева або ліктьова кістка | 2U1A — позасуглобовий перелом | 2U1A3 — багатоуламковий перелом метафіза                                                             | -                                                                   | |
| 2R — променева 2L — ліктьова | 2R1/2U1 Проксимальний кінець променева або ліктьова кістка | 2R1B — частковий внутрішньосуглобовий перелом | 2R1B1 — простий перелом                                                                              | -                                                                   | |
| 2R — променева 2L — ліктьова | 2R1/2U1 Проксимальний кінець променева або ліктьова кістка | 2R1B — частковий внутрішньосуглобовий перелом | 2R1B3 — уламковий перелом                                                                            | -                                                                   | |
| 2R — променева 2L — ліктьова | 2R1/2U1 Проксимальний кінець променева або ліктьова кістка | 2U1B — частковий внутрішньосуглобовий перелом | 2U1B1 — перелом ліктьового відростка                                                                 | -                                                                   | d — простий e — багатоуламковий                                                                                 |
| 2R — променева 2L — ліктьова | 2R1/2U1 Проксимальний кінець променева або ліктьова кістка | 2U1B — частковий внутрішньосуглобовий перелом | 2U1B2 — перелом вінцевого відростка                                                                  | -                                                                   | n — залучення фасетки o — відрив верхушки p — <50 % q — ≥50 %                                                   |
| 2R — променева 2L — ліктьова | 2R1/2U1 Проксимальний кінець променева або ліктьова кістка | 2R1C — повний внутрішньосуглобовий перелом | 2R1C1 — простий перелом                                                                              | -                                                                   | |
| 2R — променева 2L — ліктьова | 2R1/2U1 Проксимальний кінець променева або ліктьова кістка | 2R1C — повний внутрішньосуглобовий перелом | 2R1C3 — багатоуламковий перелом                                                                      | -                                                                   | |
| 2R — променева 2L — ліктьова | 2R1/2U1 Проксимальний кінець променева або ліктьова кістка | 2U1C — повний внутрішньосуглобовий перелом | 2U1C3 — ліктьовий та вінцеві відростки                                                               | -                                                                   | d — простий r — багатоуламковий ліктьовий відросток s — багатоуламковий з залученням вінцевого відростка        |
| 2R — променева 2L — ліктьова | 2R2/2U2 Діафіз променевої або ліктьової кістки             | 2R2A — простий перелом | 2R2A1 — спіральний перелом                                                                           | -                                                                   | a — проксимальна 1/3 b — середня 1/3 c — дистальна 1/3                                                          |
| 2R — променева 2L — ліктьова | 2R2/2U2 Діафіз променевої або ліктьової кістки             | 2R2A — простий перелом | 2R2A2 — косий перелом (≥30°)                                                                         | -                                                                   | a — проксимальна 1/3 b — середня 1/3 c — дистальна 1/3                                                          |
| 2R — променева 2L — ліктьова | 2R2/2U2 Діафіз променевої або ліктьової кістки             | 2R2A — простий перелом | 2R2A3 — поперечний перелом (<30°)                                                                    | -                                                                   | a — проксимальна 1/3 b — середня 1/3 c — дистальна 1/3                                                          |
| 2R — променева 2L — ліктьова | 2R2/2U2 Діафіз променевої або ліктьової кістки             | 2U2A — простий перелом | 2U2A1 — спіральний перелом                                                                           | -                                                                   | a — проксимальна 1/3 b — середня 1/3 c — дистальна 1/3                                                          |
| 2R — променева 2L — ліктьова | 2R2/2U2 Діафіз променевої або ліктьової кістки             | 2U2A — простий перелом | 2U2A2 — косий перелом (≥30°)                                                                         | -                                                                   | a — проксимальна 1/3 b — середня 1/3 c — дистальна 1/3                                                          |
| 2R — променева 2L — ліктьова | 2R2/2U2 Діафіз променевої або ліктьової кістки             | 2U2A — простий перелом | 2U2A3 — поперечний перелом (<30°)                                                                    | -                                                                   | a — проксимальна 1/3 b — середня 1/3 c — дистальна 1/3                                                          |
| 2R — променева 2L — ліктьова | 2R2/2U2 Діафіз променевої або ліктьової кістки             | 2R2B — клиноподібний перелом | 2R2B2 — інтактний клиподібний                                                                        | -                                                                   | a — проксимальна 1/3 b — середня 1/3 c — дистальна 1/3                                                          |
| 2R — променева 2L — ліктьова | 2R2/2U2 Діафіз променевої або ліктьової кістки             | 2R2B — клиноподібний перелом | 2R2B3 — уламковий клиноподібний                                                                      | -                                                                   | a — проксимальна 1/3 b — середня 1/3 c — дистальна 1/3                                                          |
| 2R — променева 2L — ліктьова | 2R2/2U2 Діафіз променевої або ліктьової кістки             | 2U2B — клиноподібний перелом | 2U2B2 — інтактний клиподібний                                                                        | -                                                                   | a — проксимальна 1/3 b — середня 1/3 c — дистальна 1/3                                                          |
| 2R — променева 2L — ліктьова | 2R2/2U2 Діафіз променевої або ліктьової кістки             | 2U2B — клиноподібний перелом | 2U2B3 — уламковий клиноподібний                                                                      | -                                                                   | a — проксимальна 1/3 b — середня 1/3 c — дистальна 1/3                                                          |
| 2R — променева 2L — ліктьова | 2R2/2U2 Діафіз променевої або ліктьової кістки             | 2R2C — багатоуламковий перелом | 2R2C2 — інтактний сегмент                                                                            | -                                                                   | i — проксимальний діафізарно-метафізарний j — виключно діафізарно k — дистальний діафізарно-метафізарний        |
| 2R — променева 2L — ліктьова | 2R2/2U2 Діафіз променевої або ліктьової кістки             | 2R2C — багатоуламковий перелом | 2R2C3 — багатоуламковий сегмент                                                                      | -                                                                   | i — проксимальний діафізарно-метафізарний j — виключно діафізарно k — дистальний діафізарно-метафізарний        |
| 2R — променева 2L — ліктьова | 2R2/2U2 Діафіз променевої або ліктьової кістки             | 2U2C — багатоуламковий перелом | 2U2C2 — інтактний сегмент                                                                            | -                                                                   | i — проксимальний діафізарно-метафізарний j — виключно діафізарно k — дистальний діафізарно-метафізарний        |
| 2R — променева 2L — ліктьова | 2R2/2U2 Діафіз променевої або ліктьової кістки             | 2U2C — багатоуламковий перелом | 2U2C3 — багатоуламковий сегмент                                                                      | -                                                                   | i — проксимальний діафізарно-метафізарний j — виключно діафізарно k — дистальний діафізарно-метафізарний        |
| 2R — променева 2L — ліктьова | 2R2/2U2 Діафіз променевої або ліктьової кістки             | Переломи Галеацці та Монтеджи можна закодувати таким чином: Код перелому — це код перелому променевої або ліктьової кістки з кваліфікатором (g) для Galeazzi або (m) для Monteggia, що означає розрив променеліктьового суглоба. Додаткової інформації про переломи Галеацці та Монтеджії викладені в окремій класифікації. | |                                                                     | |
| 2R — променева 2L — ліктьова | 2R3/2U3 Дистальний кінець променевої або ліктьової кістки  | 2R3A — позасуглобовий перелом | 2R3A1 — перелом шиловидного відростка променевої кістки                                              | -                                                                   | |
| 2R — променева 2L — ліктьова | 2R3/2U3 Дистальний кінець променевої або ліктьової кістки  | 2R3A — позасуглобовий перелом | 2R3A2 — простий перелом                                                                              | 2R3A2.1 — Поперечний, без зміщення/нахилу (може бути з вкороченням) | |
| 2R — променева 2L — ліктьова | 2R3/2U3 Дистальний кінець променевої або ліктьової кістки  | 2R3A — позасуглобовий перелом | 2R3A2 — простий перелом                                                                              | 2R3A2.2 — Дорсальне зміщення/нахил (перелом Колліса (Colles)        | |
| 2R — променева 2L — ліктьова | 2R3/2U3 Дистальний кінець променевої або ліктьової кістки  | 2R3A — позасуглобовий перелом | 2R3A2 — простий перелом                                                                              | 2R3A2.3 — Волярне зміщення/нахил (перелом Смітта (Smith's)          | |
| 2R — променева 2L — ліктьова | 2R3/2U3 Дистальний кінець променевої або ліктьової кістки  | 2R3A — позасуглобовий перелом | 2R3A3 — клиноподібний або багатоуламковий                                                            | 2R3A3.1 — інтактний клиподібний                                     | |
| 2R — променева 2L — ліктьова | 2R3/2U3 Дистальний кінець променевої або ліктьової кістки  | 2R3A — позасуглобовий перелом | 2R3A3 — клиноподібний або багатоуламковий                                                            | 2R3A3.2 — уламковий клиноподібний                                   | |
| 2R — променева 2L — ліктьова | 2R3/2U3 Дистальний кінець променевої або ліктьової кістки  | 2R3A — позасуглобовий перелом | 2R3A3 — клиноподібний або багатоуламковий                                                            | 2R3A3.3 — багатоуламковий                                           | |
| 2R — променева 2L — ліктьова | 2R3/2U3 Дистальний кінець променевої або ліктьової кістки  | 2U3A — позасуглобовий перелом | 2U3A1 — перелом шилоподібного відростка ліктьової кістки                                             | 2U3A1.1 — верхівка шилоподібного відростка                          | |
| 2R — променева 2L — ліктьова | 2R3/2U3 Дистальний кінець променевої або ліктьової кістки  | 2U3A — позасуглобовий перелом | 2U3A1 — перелом шилоподібного відростка ліктьової кістки                                             | 2U3A1.2 — основа шилоподібного відростка                            | |
| 2R — променева 2L — ліктьова | 2R3/2U3 Дистальний кінець променевої або ліктьової кістки  | 2U3A — позасуглобовий перелом | 2U3A2 — простий перелом                                                                              | 2U3A2.1 — спіральний перелом                                        | |
| 2R — променева 2L — ліктьова | 2R3/2U3 Дистальний кінець променевої або ліктьової кістки  | 2U3A — позасуглобовий перелом | 2U3A2 — простий перелом                                                                              | 2U3A2.2 — косий перелом (≥30°)                                      | |
| 2R — променева 2L — ліктьова | 2R3/2U3 Дистальний кінець променевої або ліктьової кістки  | 2U3A — позасуглобовий перелом | 2U3A2 — простий перелом                                                                              | 2U3A2.3 — поперечний перелом (<30°)                                 | |
| 2R — променева 2L — ліктьова | 2R3/2U3 Дистальний кінець променевої або ліктьової кістки  | 2U3A — позасуглобовий перелом | 2U3A3 — багатоуламковий                                                                              | -                                                                   | |
| 2R — променева 2L — ліктьова | 2R3/2U3 Дистальний кінець променевої або ліктьової кістки  | 2R3B — частково внутрішньосуглобовий | 2R3B1 — сагітальні переломи                                                                          | 2R3B1.1 — замлучення човноподібної ямки                             | |
| 2R — променева 2L — ліктьова | 2R3/2U3 Дистальний кінець променевої або ліктьової кістки  | 2R3B — частково внутрішньосуглобовий | 2R3B1 — сагітальні переломи                                                                          | 2R3B1.3 — залучення луноподібної ямки                               | |
| 2R — променева 2L — ліктьова | 2R3/2U3 Дистальний кінець променевої або ліктьової кістки  | 2R3B — частково внутрішньосуглобовий | 2R3B2 — дорсальної частини (переломи Бартона (Barton's)                                              | 2R3B2.1 — простий перелом                                           | |
| 2R — променева 2L — ліктьова | 2R3/2U3 Дистальний кінець променевої або ліктьової кістки  | 2R3B — частково внутрішньосуглобовий | 2R3B2 — дорсальної частини (переломи Бартона (Barton's)                                              | 2R3B2.2 — уламковий перелом                                         | |
| 2R — променева 2L — ліктьова | 2R3/2U3 Дистальний кінець променевої або ліктьової кістки  | 2R3B — частково внутрішньосуглобовий | 2R3B2 — дорсальної частини (переломи Бартона (Barton's)                                              | 2R3B2.3 — з дорсальним вивихом                                      | |
| 2R — променева 2L — ліктьова | 2R3/2U3 Дистальний кінець променевої або ліктьової кістки  | 2R3B — частково внутрішньосуглобовий | 2R3B3 — волярної частини (обратний Бартон (Barton's, Goyrand-Smith's II)                             | 2R3B3.1 — простий перелом                                           | |
| 2R — променева 2L — ліктьова | 2R3/2U3 Дистальний кінець променевої або ліктьової кістки  | 2R3B — частково внутрішньосуглобовий | 2R3B3 — волярної частини (обратний Бартон (Barton's, Goyrand-Smith's II)                             | 2R3B3.3 — уламковий перелом                                         | |
| 2R — променева 2L — ліктьова | 2R3/2U3 Дистальний кінець променевої або ліктьової кістки  | 2R3C — повний внутрішньосуглобовий | 2R3C1 — простий внутрішньосуглобовий та метафізарний перелом                                         | 2R3C1.1 — дорсомедіальний внутрішньосуглобовий перелом              | t — дистальний радіоульнарний суглоб (DRUJ) стабільний u — дистальний радіоульнарний суглоб (DRUJ) нестабільний |
| 2R — променева 2L — ліктьова | 2R3/2U3 Дистальний кінець променевої або ліктьової кістки  | 2R3C — повний внутрішньосуглобовий | 2R3C1 — простий внутрішньосуглобовий та метафізарний перелом                                         | 2R3C1.2 — сагітальний внутрішньосуглобовий перелом                  | t — дистальний радіоульнарний суглоб (DRUJ) стабільний u — дистальний радіоульнарний суглоб (DRUJ) нестабільний |
| 2R — променева 2L — ліктьова | 2R3/2U3 Дистальний кінець променевої або ліктьової кістки  | 2R3C — повний внутрішньосуглобовий | 2R3C1 — простий внутрішньосуглобовий та метафізарний перелом                                         | 2R3C1.3 — фронтальний/корональний внутрішньосуглобовий перелом      | t — дистальний радіоульнарний суглоб (DRUJ) стабільний u — дистальний радіоульнарний суглоб (DRUJ) нестабільний |
| 2R — променева 2L — ліктьова | 2R3/2U3 Дистальний кінець променевої або ліктьової кістки  | 2R3C — повний внутрішньосуглобовий | 2R3C2 — багатоуламковий перелом метафіза                                                             | 2R3C2.1 — сагітальний внутрішньосуглобовий перелом                  | t — дистальний радіоульнарний суглоб (DRUJ) стабільний u — дистальний радіоульнарний суглоб (DRUJ) нестабільний |
| 2R — променева 2L — ліктьова | 2R3/2U3 Дистальний кінець променевої або ліктьової кістки  | 2R3C — повний внутрішньосуглобовий | 2R3C2 — багатоуламковий перелом метафіза                                                             | 2R3C2.2 — фронтальний/корональний внутрішньосуглобовий перелом      | t — дистальний радіоульнарний суглоб (DRUJ) стабільний u — дистальний радіоульнарний суглоб (DRUJ) нестабільний |
| 2R — променева 2L — ліктьова | 2R3/2U3 Дистальний кінець променевої або ліктьової кістки  | 2R3C — повний внутрішньосуглобовий | 2R3C2 — багатоуламковий перелом метафіза                                                             | 2R3C2.3 — перелом переходить на діафіз                              | t — дистальний радіоульнарний суглоб (DRUJ) стабільний u — дистальний радіоульнарний суглоб (DRUJ) нестабільний |
| 2R — променева 2L — ліктьова | 2R3/2U3 Дистальний кінець променевої або ліктьової кістки  | 2R3C — повний внутрішньосуглобовий | 2R3C3 — багатоуламковий внутрішньосуглобовий перелом та простий або багатоуламковий перелом метафіза | 2R3C3.1 — простий метафізарний перелом                              | t — дистальний радіоульнарний суглоб (DRUJ) стабільний u — дистальний радіоульнарний суглоб (DRUJ) нестабільний |
| 2R — променева 2L — ліктьова | 2R3/2U3 Дистальний кінець променевої або ліктьової кістки  | 2R3C — повний внутрішньосуглобовий | 2R3C3 — багатоуламковий внутрішньосуглобовий перелом та простий або багатоуламковий перелом метафіза | 2R3C3.2 — багатоуламковий метафізарний перелом                      | t — дистальний радіоульнарний суглоб (DRUJ) стабільний u — дистальний радіоульнарний суглоб (DRUJ) нестабільний |
| 2R — променева 2L — ліктьова | 2R3/2U3 Дистальний кінець променевої або ліктьової кістки  | 2R3C — повний внутрішньосуглобовий | 2R3C3 — багатоуламковий внутрішньосуглобовий перелом та простий або багатоуламковий перелом метафіза | 2R3C3.3 — перелом переходить на діафіз                              | t — дистальний радіоульнарний суглоб (DRUJ) стабільний u — дистальний радіоульнарний суглоб (DRUJ) нестабільний |

### Стегно (3)
| Кістка              | Локалізація               | Тип                                         | Група                                                                                                   | Підгрупа                                                             | Кваліфікація                                                                                             |
| ------------------- | ------------------------- | ------------------------------------------- | --- | -------------------------------------------------------------------- | --- |
| 3 — стегнова кістка | 31 — проксимальний кінець | 31A — перелом вертельної зони               | 31A1 — простий черезвертельний перелом                                                                  | 31A1.1 — ізольований перелом вертела                                 | n-велий вертел o-малий вертел                                                                            |
| 3 — стегнова кістка | 31 — проксимальний кінець | 31A — перелом вертельної зони               | 31A1 — простий черезвертельний перелом                                                                  | 31A1.2 — перелом обох вертелів                                       | |
| 3 — стегнова кістка | 31 — проксимальний кінець | 31A — перелом вертельної зони               | 31A1 — простий черезвертельний перелом                                                                  | 31A1.3 — інтактна латеральна стінка (>20.5 мм)                       | |
| 3 — стегнова кістка | 31 — проксимальний кінець | 31A — перелом вертельної зони               | 31A2 — багатоуламковий черезвертельний перелом, латеральна стінка неповноцінна (≤20.5 мм)               | 31A2.2 — з одним проміжним фрагментом                                | |
| 3 — стегнова кістка | 31 — проксимальний кінець | 31A — перелом вертельної зони               | 31A2 — багатоуламковий черезвертельний перелом, латеральна стінка неповноцінна (≤20.5 мм)               | 31A2.3 — з двома проміжними фрагментами                              | |
| 3 — стегнова кістка | 31 — проксимальний кінець | 31A — перелом вертельної зони               | 31A3 — міжвертельний (обратний косий) перелом                                                           | 31A3.1 — простий косий перелом                                       | |
| 3 — стегнова кістка | 31 — проксимальний кінець | 31A — перелом вертельної зони               | 31A3 — міжвертельний (обратний косий) перелом                                                           | 31A3.2 — простий поперечний перелом                                  | |
| 3 — стегнова кістка | 31 — проксимальний кінець | 31A — перелом вертельної зони               | 31A3 — міжвертельний (обратний косий) перелом                                                           | 31A3.3 — клиноподібний або багатоуламковий перелом                   | |
| 3 — стегнова кістка | 31 — проксимальний кінець | 31B — перелом шийки стегна                  | 31B1 — підголовчатий перелом                                                                            | 31B1.1 — вальгусний вколочений перелом                               | |
| 3 — стегнова кістка | 31 — проксимальний кінець | 31B — перелом шийки стегна                  | 31B1 — підголовчатий перелом                                                                            | 31B1.2 — без зміщення перелом                                        | |
| 3 — стегнова кістка | 31 — проксимальний кінець | 31B — перелом шийки стегна                  | 31B1 — підголовчатий перелом                                                                            | 31B1.3 — перелом зі зміщенням                                        | |
| 3 — стегнова кістка | 31 — проксимальний кінець | 31B — перелом шийки стегна                  | 31B2 — черезшиєчний перелом                                                                             | 31B2.1 — простий перелом                                             | p-Pauwels 1 (<30°) q-Pauwels 2 (30–70°) r-Pauwels 3 (>70°)                                               |
| 3 — стегнова кістка | 31 — проксимальний кінець | 31B — перелом шийки стегна                  | 31B2 — черезшиєчний перелом                                                                             | 31B2.2 — багатоуламковий перелом                                     | p-Pauwels 1 (<30°) q-Pauwels 2 (30–70°) r-Pauwels 3 (>70°)                                               |
| 3 — стегнова кістка | 31 — проксимальний кінець | 31B — перелом шийки стегна                  | 31B2 — черезшиєчний перелом                                                                             | 31B2.3 — зсувний перелом                                             | p-Pauwels 1 (<30°) q-Pauwels 2 (30–70°) r-Pauwels 3 (>70°)                                               |
| 3 — стегнова кістка | 31 — проксимальний кінець | 31B — перелом шийки стегна                  | 31B3 — перелом основи шийки                                                                             |                                                                      | |
| 3 — стегнова кістка | 31 — проксимальний кінець | 31C — перелом голівки стегна                | 31C1 — розщеплений перелом                                                                              | 31C1.1 — відривний перелом lig. teres                                | |
| 3 — стегнова кістка | 31 — проксимальний кінець | 31C — перелом голівки стегна                | 31C1 — розщеплений перелом                                                                              | 31C1.2 — розщеплений інтрафовеальний перелом                         | |
| 3 — стегнова кістка | 31 — проксимальний кінець | 31C — перелом голівки стегна                | 31C1 — розщеплений перелом                                                                              | 31C1.3 — розщеплений надфовеальний перелом                           | |
| 3 — стегнова кістка | 31 — проксимальний кінець | 31C — перелом голівки стегна                | 31C2 — перелом з депресією (вдавленням)                                                                 | 31C2.1 — пошкодження хряща                                           | |
| 3 — стегнова кістка | 31 — проксимальний кінець | 31C — перелом голівки стегна                | 31C2 — перелом з депресією (вдавленням)                                                                 | 31C2.2 — вдавлено вколоченний перелом                                | |
| 3 — стегнова кістка | 31 — проксимальний кінець | 31C — перелом голівки стегна                | 31C2 — перелом з депресією (вдавленням)                                                                 | 31C2.3 — расщеплений вдалвений перелом                               | |
| 3 — стегнова кістка | 32 — діафіз               | 32A — простий перелом діафіза               | 32A1 — спіральний перелом                                                                               |                                                                      | a-Проксимальна 1/3 b-Середня 1/3 c-Дистальна 1/3                                                         |
| 3 — стегнова кістка | 32 — діафіз               | 32A — простий перелом діафіза               | 32A2 — косий перелом (≥30°)                                                                             |                                                                      | a-Проксимальна 1/3 b-Середня 1/3 c-Дистальна 1/3                                                         |
| 3 — стегнова кістка | 32 — діафіз               | 32A — простий перелом діафіза               | 32A3 — поперечний перелом (<30°)                                                                        |                                                                      | a-Проксимальна 1/3 b-Середня 1/3 c-Дистальна 1/3                                                         |
| 3 — стегнова кістка | 32 — діафіз               | 32B — клиноподібний перелом                 | 32B2 — інтактний клиноподібний перелом                                                                  |                                                                      | a-Проксимальна 1/3 b-Середня 1/3 c-Дистальна 1/3                                                         |
| 3 — стегнова кістка | 32 — діафіз               | 32B — клиноподібний перелом                 | 32B3 — уламковий клиноподібний перелом                                                                  |                                                                      | a-Проксимальна 1/3 b-Середня 1/3 c-Дистальна 1/3                                                         |
| 3 — стегнова кістка | 32 — діафіз               | 32C — багатоуламковий перелом               | 32C2 — інтактний сегмент                                                                                |                                                                      | i — проксимальний діафізарно-метафізарний j — виключно діафізарно k — дистальний діафізарно-метафізарний |
| 3 — стегнова кістка | 32 — діафіз               | 32C — багатоуламковий перелом               | 32C3 — уламковий перелом сегмента                                                                       |                                                                      | i — проксимальний діафізарно-метафізарний j — виключно діафізарно k — дистальний діафізарно-метафізарний |
| 3 — стегнова кістка | 33 — дистальний кінець    | 33A — позасуглобовий перелом                | 33A1 — відривний перелом                                                                                | 33A1.1 — перелом латерального надвиростка                            | |
| 3 — стегнова кістка | 33 — дистальний кінець    | 33A — позасуглобовий перелом                | 33A1 — відривний перелом                                                                                | 33A1.2 — перелом медіального надвиростка                             | |
| 3 — стегнова кістка | 33 — дистальний кінець    | 33A — позасуглобовий перелом                | 33A2 — простий перелом                                                                                  | 33A2.1 — спіральний перелом                                          | |
| 3 — стегнова кістка | 33 — дистальний кінець    | 33A — позасуглобовий перелом                | 33A2 — простий перелом                                                                                  | 33A2.2 — косий перелом                                               | |
| 3 — стегнова кістка | 33 — дистальний кінець    | 33A — позасуглобовий перелом                | 33A2 — простий перелом                                                                                  | 33A2.3 — поперечний перелом                                          | |
| 3 — стегнова кістка | 33 — дистальний кінець    | 33A — позасуглобовий перелом                | 33A3 — клиновидний або багатоуламковий перелом                                                          | 33A3.1 — інтактний клиноподібний перелом                             | f-латеральний h-медіальний                                                                               |
| 3 — стегнова кістка | 33 — дистальний кінець    | 33A — позасуглобовий перелом                | 33A3 — клиновидний або багатоуламковий перелом                                                          | 33A3.2 — уламковий перелом                                           | f-латеральний h-медіальний                                                                               |
| 3 — стегнова кістка | 33 — дистальний кінець    | 33A — позасуглобовий перелом                | 33A3 — клиновидний або багатоуламковий перелом                                                          | 33A3.3 — багатоуламковий перелом                                     | |
| 3 — стегнова кістка | 33 — дистальний кінець    | 33B — частково внутрішньосуглобовий перелом | 33B1 — латеральний виросток, сагітальний перелом                                                        | 33B1.1 — простий перелом через виїмку                                | |
| 3 — стегнова кістка | 33 — дистальний кінець    | 33B — частково внутрішньосуглобовий перелом | 33B1 — латеральний виросток, сагітальний перелом                                                        | 33B1.2 — простий перелом через опорну поверхню                       | |
| 3 — стегнова кістка | 33 — дистальний кінець    | 33B — частково внутрішньосуглобовий перелом | 33B1 — латеральний виросток, сагітальний перелом                                                        | 33B1.3 — уламковий перелом                                           | |
| 3 — стегнова кістка | 33 — дистальний кінець    | 33B — частково внутрішньосуглобовий перелом | 33B2 — медіальний виросток, сагітальний перелом                                                         | 33B2.1 — простий перелом через виїмку                                | |
| 3 — стегнова кістка | 33 — дистальний кінець    | 33B — частково внутрішньосуглобовий перелом | 33B2 — медіальний виросток, сагітальний перелом                                                         | 33B2.2 — простий перелом через опорну поверхню                       | |
| 3 — стегнова кістка | 33 — дистальний кінець    | 33B — частково внутрішньосуглобовий перелом | 33B2 — медіальний виросток, сагітальний перелом                                                         | 33B3.3 — уламковий перелом                                           | |
| 3 — стегнова кістка | 33 — дистальний кінець    | 33B — частково внутрішньосуглобовий перелом | 33B3 — фронтальний/корональний перелом                                                                  | 33B3.1 — передній і латеральний лускоподібний перелом                | |
| 3 — стегнова кістка | 33 — дистальний кінець    | 33B — частково внутрішньосуглобовий перелом | 33B3 — фронтальний/корональний перелом                                                                  | 33B3.2 — задній одновиростковий перелом (перелом Hoffa)              | f-латеральний h-медіальний                                                                               |
| 3 — стегнова кістка | 33 — дистальний кінець    | 33B — частково внутрішньосуглобовий перелом | 33B3 — фронтальний/корональний перелом                                                                  | 33B3.3 — задній двовиростковий перелом (білатеральний перелом Hoffa) | |
| 3 — стегнова кістка | 33 — дистальний кінець    | 33C — повний внутрішньосуглобовий перелом   | 33C1 — простий внутрішньосуглобовий, простий метафізарний                                               | 33C1.1 — над черезвиростковою віссю                                  | |
| 3 — стегнова кістка | 33 — дистальний кінець    | 33C — повний внутрішньосуглобовий перелом   | 33C1 — простий внутрішньосуглобовий, простий метафізарний                                               | 33C1.3 — через або під виростковою віссю                             | |
| 3 — стегнова кістка | 33 — дистальний кінець    | 33C — повний внутрішньосуглобовий перелом   | 33C2 — простий внутрішньосуглобовий, клиноподібний та багатоуламковий метафізарний                      | 33C2.1 — інтактний клиноподібний метафізарний перелом                | f-латеральний h-медіальний                                                                               |
| 3 — стегнова кістка | 33 — дистальний кінець    | 33C — повний внутрішньосуглобовий перелом   | 33C2 — простий внутрішньосуглобовий, клиноподібний та багатоуламковий метафізарний                      | 33C2.2 — уламковий клиноподібний метафізарний перелом                | f-латеральний h-медіальний                                                                               |
| 3 — стегнова кістка | 33 — дистальний кінець    | 33C — повний внутрішньосуглобовий перелом   | 33C2 — простий внутрішньосуглобовий, клиноподібний та багатоуламковий метафізарний                      | 33C2.3 — багатоуламковий метафізарний перелом                        | |
| 3 — стегнова кістка | 33 — дистальний кінець    | 33C — повний внутрішньосуглобовий перелом   | 33C3 — багатоуламковий внутрішньосуглобовий, простий або клиноподібний або багатоуламковий метафізарний | 33C3.1 — простий метафізарний перелом                                | |
| 3 — стегнова кістка | 33 — дистальний кінець    | 33C — повний внутрішньосуглобовий перелом   | 33C3 — багатоуламковий внутрішньосуглобовий, простий або клиноподібний або багатоуламковий метафізарний | 33C3.2 — клиноподібний метафізарний перелом                          | f-латеральний h-медіальний s-інтактний l-уламковий                                                       |
| 3 — стегнова кістка | 33 — дистальний кінець    | 33C — повний внутрішньосуглобовий перелом   | 33C3 — багатоуламковий внутрішньосуглобовий, простий або клиноподібний або багатоуламковий метафізарний | 33C3.3 — багатоуламковий метафізарний перелом                        | |

### Надоколінник (34)
| Кістка           | Локалізація                                              | Тип                                            | Група                                  | Підгрупа | Кваліфікація                                                                  |
| ---------------- | -------------------------------------------------------- | ---------------------------------------------- | -------------------------------------- | -------- | ----------------------------------------------------------------------------- |
| 34 — надколінник |                                                          | 34A — позасуглобовий перелом                   | 34A1 — відривний перелом               |          | a-проксимальний полюс b-дистальний полюс c-латеральний край d-медіальний край |
| 34 — надколінник | 34B — частково внутрішньосуглобовий, сагітальний перелом | 34B1 — латеральний перелом                     | 34B1.1 — простий перелом               |          |                                                                               |
| 34 — надколінник | 34B — частково внутрішньосуглобовий, сагітальний перелом | 34B1 — латеральний перелом                     | 34B1.2 — уламковий перелом             |          |                                                                               |
| 34 — надколінник | 34B — частково внутрішньосуглобовий, сагітальний перелом | 34B2 — медальний перелом                       | 34B2.1 — простий перелом               |          |                                                                               |
| 34 — надколінник | 34B — частково внутрішньосуглобовий, сагітальний перелом | 34B2 — медальний перелом                       | 34B2.2 — уламковий перелом             |          |                                                                               |
| 34 — надколінник | 34C — повністю внутрішньосуглобовий                      | 34C1 — фронтальний/корональний простий перелом | 34C1.1 — перелом середньої третини     |          |                                                                               |
| 34 — надколінник | 34C — повністю внутрішньосуглобовий                      | 34C1 — фронтальний/корональний простий перелом | 34C1.2 — перелом проксимальної третини |          |                                                                               |
| 34 — надколінник | 34C — повністю внутрішньосуглобовий                      | 34C1 — фронтальний/корональний простий перелом | 34C1.3 — перелом дистальної третини    |          |                                                                               |
| 34 — надколінник | 34C — повністю внутрішньосуглобовий                      | 34C2 - клиноподібний перелом                   |                                        |          |                                                                               |
| 34 — надколінник | 34C — повністю внутрішньосуглобовий                      | 34C3 — баготоуламковий перелом                 |                                        |          |                                                                               |

### Великогомілкова кістка (4)
| Кістка                     | Локалізація               | Тип                                          | Група                                                                                      | Підгрупа                                                                               | Кваліфікація |
| -------------------------- | ------------------------- | -------------------------------------------- | ------------------------------------------------------------------------------------------ | -------------------------------------------------------------------------------------- | --- |
| 4 — великогомілкова кістка | 41 — проксимальний кінець | 41A — позасуглобовий перелом                 | 41A1 — відривний перелом                                                                   | 41A1.1 — місце прикріплення капсули                                                    | n-латеральний (Segond) h-медіальний |
| 4 — великогомілкова кістка | 41 — проксимальний кінець | 41A — позасуглобовий перелом                 | 41A1 — відривний перелом                                                                   | 41A1.2 — бугристість                                                                   | |
| 4 — великогомілкова кістка | 41 — проксимальний кінець | 41A — позасуглобовий перелом                 | 41A1 — відривний перелом                                                                   | 41A1.3 — гребінь (місце кріплення хрестоподіних зв'язок)                               | o-передня p-задня |
| 4 — великогомілкова кістка | 41 — проксимальний кінець | 41A — позасуглобовий перелом                 | 41A2 — простий перелом                                                                     | 41A2.1 — спіральний перелом                                                            | |
| 4 — великогомілкова кістка | 41 — проксимальний кінець | 41A — позасуглобовий перелом                 | 41A2 — простий перелом                                                                     | 41A2.2 — косий перелом                                                                 | |
| 4 — великогомілкова кістка | 41 — проксимальний кінець | 41A — позасуглобовий перелом                 | 41A2 — простий перелом                                                                     | 41A2.3 — поперечний перелом                                                            | |
| 4 — великогомілкова кістка | 41 — проксимальний кінець | 41A — позасуглобовий перелом                 | 41A3 — клиноподібний та внутрішньосуглобовий перелом                                       | 41A3.1 — інтактний клиноподібний                                                       | f-латеральний h-медіальний |
| 4 — великогомілкова кістка | 41 — проксимальний кінець | 41A — позасуглобовий перелом                 | 41A3 — клиноподібний та внутрішньосуглобовий перелом                                       | 41A3.2 — уламковий клиноподібний                                                       | f-латеральний h-медіальний |
| 4 — великогомілкова кістка | 41 — проксимальний кінець | 41A — позасуглобовий перелом                 | 41A3 — клиноподібний та внутрішньосуглобовий перелом                                       | 41A3.3 — багатоуламковий перелом                                                       | |
| 4 — великогомілкова кістка | 41 — проксимальний кінець | 41B — частковий внутрішньосуглобовий         | 41B1 — розщеплений перелом                                                                 | 41B1.1 — перелом латерального плато                                                    | |
| 4 — великогомілкова кістка | 41 — проксимальний кінець | 41B — частковий внутрішньосуглобовий         | 41B1 — розщеплений перелом                                                                 | 41B1.2 — перелом медіального плато                                                     | |
| 4 — великогомілкова кістка | 41 — проксимальний кінець | 41B — частковий внутрішньосуглобовий         | 41B1 — розщеплений перелом                                                                 | 41B1.3 — косий перелом, який включає пдвищення великогомілкової кістки та одне з плато | f-латеральний h-медіальний |
| 4 — великогомілкова кістка | 41 — проксимальний кінець | 41B — частковий внутрішньосуглобовий         | 41B2 — вдавленний перелом (депресія)                                                       | 41B2.1 — перелом латерального плато                                                    | t-передньолатеральний (AL) u-задньолатеральний (PL) x-центральний |
| 4 — великогомілкова кістка | 41 — проксимальний кінець | 41B — частковий внутрішньосуглобовий         | 41B2 — вдавленний перелом (депресія)                                                       | 41B2.2 — перелом медіального плато                                                     | v-передньомедіальний (AM) w-задньомедіальний (PM) x-центральний |
| 4 — великогомілкова кістка | 41 — проксимальний кінець | 41B — частковий внутрішньосуглобовий         | 41B3 — розщеплено-вдавлений перелом                                                        | 41B3.1 — перелом латерального плато                                                    | t-передньолатеральний (AL) u-задньолатеральний (PL) x-центральний |
| 4 — великогомілкова кістка | 41 — проксимальний кінець | 41B — частковий внутрішньосуглобовий         | 41B3 — розщеплено-вдавлений перелом                                                        | 41B3.2 — перелом медіального плато                                                     | v-передньомедіальний (AM) w-задньомедіальний (PM) x-центральний |
| 4 — великогомілкова кістка | 41 — проксимальний кінець | 41B — частковий внутрішньосуглобовий         | 41B3 — розщеплено-вдавлений перелом                                                        | 41B3.3 — перелом, який включає пдвищення великогомілкової кістки та одне з плато       | f-латеральний h-медіальний |
| 4 — великогомілкова кістка | 41 — проксимальний кінець | 41C — повністю внутрішньосуглобовий          | 41C1 — повністю внутрішньосуглобовий                                                       | 41C1.1 — без перелома міжвиросткового підвищення                                       | |
| 4 — великогомілкова кістка | 41 — проксимальний кінець | 41C — повністю внутрішньосуглобовий          | 41C1 — повністю внутрішньосуглобовий                                                       | 41C1.2 — з переломом міжвиросткового підвищення                                        | |
| 4 — великогомілкова кістка | 41 — проксимальний кінець | 41C — повністю внутрішньосуглобовий          | 41C2 — простий внутрішньосуглобовий, клиноподібний та багатоуламковий метафізарний перелом | 41C2.1 — інтактний клиноподібний                                                       | f-латеральний h-медіальний |
| 4 — великогомілкова кістка | 41 — проксимальний кінець | 41C — повністю внутрішньосуглобовий          | 41C2 — простий внутрішньосуглобовий, клиноподібний та багатоуламковий метафізарний перелом | 41C2.2 — уламковий клиноподібний                                                       | f-латеральний h-медіальний |
| 4 — великогомілкова кістка | 41 — проксимальний кінець | 41C — повністю внутрішньосуглобовий          | 41C2 — простий внутрішньосуглобовий, клиноподібний та багатоуламковий метафізарний перелом | 41C2.3 — багатоуламковий метафізарний перелом                                          | |
| 4 — великогомілкова кістка | 41 — проксимальний кінець | 41C — повністю внутрішньосуглобовий          | 41C3 — уламковий або багатоуламковий метафізарний перелом                                  | 41C3.1 — уламковий перелом латерального плато                                          | d-простий метафізарний e-багатоуламковий метафізарний перелом s-метадіафізарне розширення t- передньобоковий (AL) u-задньобоковий (PL) v-передньомедіальний (AM) w-задньомедіальний (PM) x-центральний |
| 4 — великогомілкова кістка | 41 — проксимальний кінець | 41C — повністю внутрішньосуглобовий          | 41C3 — уламковий або багатоуламковий метафізарний перелом                                  | 41C3.2 — уламковий перелом медіального плато                                           | d-простий метафізарний e-багатоуламковий метафізарний перелом s-метадіафізарне розширення t- передньобоковий (AL) u-задньобоковий (PL) v-передньомедіальний (AM) w-задньомедіальний (PM) x-центральний |
| 4 — великогомілкова кістка | 41 — проксимальний кінець | 41C — повністю внутрішньосуглобовий          | 41C3 — уламковий або багатоуламковий метафізарний перелом                                  | 41C3.3 — багатоуламковий перелом медіального та латерального плато                     | d-простий метафізарний e-багатоуламковий метафізарний перелом s-метадіафізарне розширення t- передньобоковий (AL) u-задньобоковий (PL) v-передньомедіальний (AM) w-задньомедіальний (PM) x-центральний |
| 4 — великогомілкова кістка | 42 — діафіз               | 42A — простий перелом                        | 42A1 — спіральний перелом                                                                  |                                                                                        | a-Проксимальна 1/3 b-Середня 1/3 c-Дистальна 1/3 |
| 4 — великогомілкова кістка | 42 — діафіз               | 42A — простий перелом                        | 42A2 — косий перелом (≥30°)                                                                |                                                                                        | a-Проксимальна 1/3 b-Середня 1/3 c-Дистальна 1/3 |
| 4 — великогомілкова кістка | 42 — діафіз               | 42A — простий перелом                        | 42A3 — поперечний перелом (<30°)                                                           |                                                                                        | a-Проксимальна 1/3 b-Середня 1/3 c-Дистальна 1/3 |
| 4 — великогомілкова кістка | 42 — діафіз               | 42B — клиноподібний перелом                  | 42B2 — інтактний клиноподібний перелом                                                     |                                                                                        | a-Проксимальна 1/3 b-Середня 1/3 c-Дистальна 1/3 |
| 4 — великогомілкова кістка | 42 — діафіз               | 42B — клиноподібний перелом                  | 42B3 — уламковий клиноподібний перелом                                                     |                                                                                        | a-Проксимальна 1/3 b-Середня 1/3 c-Дистальна 1/3 |
| 4 — великогомілкова кістка | 42 — діафіз               | 42C — багатоуламковий перелом                | 42C2 — інтактний клиноподібний перелом                                                     |                                                                                        | |
| 4 — великогомілкова кістка | 42 — діафіз               | 42C — багатоуламковий перелом                | 42C3 — уламковий сегмент                                                                   |                                                                                        | i — проксимальний діафізарно-метафізарний j — виключно діафізарно k — дистальний діафізарно-метафізарний                                                                                               |
| 4 — великогомілкова кістка | 43 — дистальний кінець    | 43A — позасуглобовий перелом                 | 43A1 — простий перелом                                                                     | 43A1.1 — спіральний перелом                                                            | |
| 4 — великогомілкова кістка | 43 — дистальний кінець    | 43A — позасуглобовий перелом                 | 43A1 — простий перелом                                                                     | 43A1.2 — косий перелом                                                                 | |
| 4 — великогомілкова кістка | 43 — дистальний кінець    | 43A — позасуглобовий перелом                 | 43A1 — простий перелом                                                                     | 43A1.3 — поперечний перелом                                                            | |
| 4 — великогомілкова кістка | 43 — дистальний кінець    | 43A — позасуглобовий перелом                 | 43A2 — клиноподібний перелом                                                               | 43A2.1 — задньолатеральний вколочений перелом                                          | |
| 4 — великогомілкова кістка | 43 — дистальний кінець    | 43A — позасуглобовий перелом                 | 43A2 — клиноподібний перелом                                                               | 43A2.2 — передньомедіальний клиноподібний                                              | |
| 4 — великогомілкова кістка | 43 — дистальний кінець    | 43A — позасуглобовий перелом                 | 43A2 — клиноподібний перелом                                                               | 43A2.3 — перелом який переходить на діафіз                                             | |
| 4 — великогомілкова кістка | 43 — дистальний кінець    | 43A — позасуглобовий перелом                 | 43A3 — багатоуламковий перелом                                                             | 43A3.1 — з 3-ма проміжними фрагментами                                                 | |
| 4 — великогомілкова кістка | 43 — дистальний кінець    | 43A — позасуглобовий перелом                 | 43A3 — багатоуламковий перелом                                                             | 43A3.2 — з більш ніж 3-ма проміжними фрагментами                                       | |
| 4 — великогомілкова кістка | 43 — дистальний кінець    | 43A — позасуглобовий перелом                 | 43A3 — багатоуламковий перелом                                                             | 43A3.3 — поширюється на діафіз                                                         | |
| 4 — великогомілкова кістка | 43 — дистальний кінець    | 43B — частковий внутрішньосуглобовий перелом | 43B1 — розщеплений перелом                                                                 | 43B1.1 — фронтальний/корональний перелом                                               | o-передній y-задній (Volkmann) |
| 4 — великогомілкова кістка | 43 — дистальний кінець    | 43B — частковий внутрішньосуглобовий перелом | 43B1 — розщеплений перелом                                                                 | 43B1.2 — сагітальний перелом                                                           | f-латеральний z-медіальна суглобова поверхня включно з медіальною кісточкою |
| 4 — великогомілкова кістка | 43 — дистальний кінець    | 43B — частковий внутрішньосуглобовий перелом | 43B1 — розщеплений перелом                                                                 | 43B1.3 — уламковий метафізарний перелом                                                | |
| 4 — великогомілкова кістка | 43 — дистальний кінець    | 43B — частковий внутрішньосуглобовий перелом | 43B2 — розщеплений вдавлений перелом                                                       | 43B2.1 — фронтальний/корональний перелом                                               | o-передній y-задній (Volkmann) |
| 4 — великогомілкова кістка | 43 — дистальний кінець    | 43B — частковий внутрішньосуглобовий перелом | 43B2 — розщеплений вдавлений перелом                                                       | 43B2.2 — сагітальний перелом                                                           | f-латеральний h-медіальний |
| 4 — великогомілкова кістка | 43 — дистальний кінець    | 43B — частковий внутрішньосуглобовий перелом | 43B2 — розщеплений вдавлений перелом                                                       | 43B2.3 — центральний перелом                                                           | |
| 4 — великогомілкова кістка | 43 — дистальний кінець    | 43B — частковий внутрішньосуглобовий перелом | 43B3 — вколочений перелом                                                                  | 43B3.1 — фронтальний/корональний перелом                                               | o-передній y-задній (Volkmann) |
| 4 — великогомілкова кістка | 43 — дистальний кінець    | 43B — частковий внутрішньосуглобовий перелом | 43B3 — вколочений перелом                                                                  | 43B3.2 — сагітальний перелом                                                           | f-латеральний h-медіальний |
| 4 — великогомілкова кістка | 43 — дистальний кінець    | 43B — частковий внутрішньосуглобовий перелом | 43B3 — вколочений перелом                                                                  | 43B3.3 — уламковий метафізарний перелом                                                | |
| 4 — великогомілкова кістка | 43 — дистальний кінець    | 43B — частковий внутрішньосуглобовий перелом | 43C1 — простий внутрішньосуглобовий, простий метафізарний перелом                          | 43C1.1 — без вдавлення                                                                 | q-фронтальна/корональна площина r-сагітальна площина |
| 4 — великогомілкова кістка | 43 — дистальний кінець    | 43B — частковий внутрішньосуглобовий перелом | 43C1 — простий внутрішньосуглобовий, простий метафізарний перелом                          | 43C1.2 — з епіфізарним вдалвенням                                                      | |
| 4 — великогомілкова кістка | 43 — дистальний кінець    | 43B — частковий внутрішньосуглобовий перелом | 43C1 — простий внутрішньосуглобовий, простий метафізарний перелом                          | 43C1.3 — розповсюдження на діафіз                                                      | |
| 4 — великогомілкова кістка | 43 — дистальний кінець    | 43B — частковий внутрішньосуглобовий перелом | 43C2 — простий внутрішньосуглобовий, багатоуламковий метафізарний перелом                  | 43C2.1 — з асиметричним вдавленням                                                     | q-фронтальна/корональна площина r-сагітальна площина |
| 4 — великогомілкова кістка | 43 — дистальний кінець    | 43B — частковий внутрішньосуглобовий перелом | 43C2 — простий внутрішньосуглобовий, багатоуламковий метафізарний перелом                  | 43C2.2 — без асиметричного вдавлення                                                   | |
| 4 — великогомілкова кістка | 43 — дистальний кінець    | 43B — частковий внутрішньосуглобовий перелом | 43C2 — простий внутрішньосуглобовий, багатоуламковий метафізарний перелом                  | 43C2.3 — з переходом на діафіз                                                         | |
| 4 — великогомілкова кістка | 43 — дистальний кінець    | 43B — частковий внутрішньосуглобовий перелом | 43C3 — багатоуламковий внутрішньосуглобовий та метафізарний перелом                        | 43C3.1 — епіфізарний перелом                                                           | |
| 4 — великогомілкова кістка | 43 — дистальний кінець    | 43B — частковий внутрішньосуглобовий перелом | 43C3 — багатоуламковий внутрішньосуглобовий та метафізарний перелом                        | 43C3.2 — епіфізарно-метафізарний перелом                                               | |
| 4 — великогомілкова кістка | 43 — дистальний кінець    | 43B — частковий внутрішньосуглобовий перелом | 43C3 — багатоуламковий внутрішньосуглобовий та метафізарний перелом                        | 43C3.3 — епіфізарно-метафізарно-діафізарний перелом                                    | |

### Малогомілкова кістка (4F)
| Кістка                    | Локалізація                | Тип                                              | Група | Підгрупа | Кваліфікація                                     |
| ------------------------- | -------------------------- | ------------------------------------------------ | ----- | -------- | ------------------------------------------------ |
| 4F — малогомілкова кістка | 4F1 — проксимальний кінець | 4F1A — простий перелом                           |       |          | n-позасуглобовий o-внутрішньосуглобовий          |
| 4F — малогомілкова кістка | 4F1 — проксимальний кінець | 4F1B — багатоуламковий перелом                   |       |          | n-позасуглобовий o-внутрішньосуглобовий          |
| 4F — малогомілкова кістка | 4F2 — діафіз               | 4F2A — простий перелом                           |       |          | a-Проксимальна 1/3 b-Середня 1/3 c-Дистальна 1/3 |
| 4F — малогомілкова кістка | 4F2 — діафіз               | 4F2B — клиноподібний або багатоуламковий перелом |       |          | a-Проксимальна 1/3 b-Середня 1/3 c-Дистальна 1/3 |
| 4F — малогомілкова кістка | 4F3 — проксимальний кінець | 4F3A — простий перелом                           |       |          |                                                  |
| 4F — малогомілкова кістка | 4F3 — проксимальний кінець | 4F3B — клиноподібний або багатоуламковий         |       |          |                                                  |

### Кісточки (44)
| Кістка                                                   | Локалізація           | Тип | Група | Підгрупа | Кваліфікація |
| -------------------------------------------------------- | --------------------- | --- | --- | --- | ------------ |
|                                                          | 44 — сегмент кісточок | 44A — підсиндесмозне пошкодження                                                                                                   | 44A1 — ізольоване пошкодження малогомілкової кістки                                                      | 44A1.1 — розрив латеральної колатеральної зв'язки |              |
| 44A1.2 — відривний перелом верхівки латеральної кісточки | 44 — сегмент кісточок | 44A — підсиндесмозне пошкодження                                                                                                   | 44A1 — ізольоване пошкодження малогомілкової кістки                                                      | |              |
| 44A1.3 — поперечний перелом латеральної кісточки         | 44 — сегмент кісточок | 44A — підсиндесмозне пошкодження                                                                                                   | 44A1 — ізольоване пошкодження малогомілкової кістки                                                      | |              |
| 44A2 — з переломом медіальної кісточки                   | 44 — сегмент кісточок | 44A — підсиндесмозне пошкодження                                                                                                   | 44A2.1 — розрив латеральної колатеральної зв'язки                                                        | |              |
| 44A2 — з переломом медіальної кісточки                   | 44 — сегмент кісточок | 44A — підсиндесмозне пошкодження                                                                                                   | 44A2.2 — відривний перелом верхівки латеральної кісточки                                                 | |              |
| 44A2 — з переломом медіальної кісточки                   | 44 — сегмент кісточок | 44A — підсиндесмозне пошкодження                                                                                                   | 44A2.3 — поперечний перелом латеральної кісточки                                                         | |              |
| 44A3 — з медіальнозаднім переломом                       | 44 — сегмент кісточок | 44A — підсиндесмозне пошкодження                                                                                                   | 44A3.1 — розрив латеральної колатеральної зв'язки                                                        | |              |
| 44A3 — з медіальнозаднім переломом                       | 44 — сегмент кісточок | 44A — підсиндесмозне пошкодження                                                                                                   | 44A3.2 — відривний перелом верхівки латеральної кісточки                                                 | |              |
| 44A3 — з медіальнозаднім переломом                       | 44 — сегмент кісточок | 44A — підсиндесмозне пошкодження                                                                                                   | 44A3.3 — поперечний перелом латеральної кісточки                                                         | |              |
| 44B — транссиндезмозний перелом малогомілкової кістки    | 44 — сегмент кісточок | 44B1 — ізольований перелом малогомілкової кістки                                                                                   | 44B1.1 — простий перелом малогомілкової кістки                                                           | n-Tillaux-Chaput перелом бугорка o-Wagstaffe-Le Fort відривний перелом u-нестабільний синдесмоз                                                                    |              |
| 44B — транссиндезмозний перелом малогомілкової кістки    | 44 — сегмент кісточок | 44B1 — ізольований перелом малогомілкової кістки                                                                                   | 44B1.2 — з розривом переднього синдесмоза                                                                | n-Tillaux-Chaput перелом бугорка o-Wagstaffe-Le Fort відривний перелом u-нестабільний синдесмоз                                                                    |              |
| 44B — транссиндезмозний перелом малогомілкової кістки    | 44 — сегмент кісточок | 44B1 — ізольований перелом малогомілкової кістки                                                                                   | 44B1.3 — клиноподібний або багатоуламковий перелом                                                       | n-Tillaux-Chaput перелом бугорка o-Wagstaffe-Le Fort відривний перелом u-нестабільний синдесмоз                                                                    |              |
| 44B — транссиндезмозний перелом малогомілкової кістки    | 44 — сегмент кісточок | 44B2 — з пошкодженням медіальної кісточки                                                                                          | 44B2.1 — з розривом дельтовидної зв'язки та переднього синдесмоза                                        | n-Tillaux-Chaput перелом бугорка o-Wagstaffe-Le Fort відривний перелом u-нестабільний синдесмоз                                                                    |              |
| 44B — транссиндезмозний перелом малогомілкової кістки    | 44 — сегмент кісточок | 44B2 — з пошкодженням медіальної кісточки                                                                                          | 44B2.2 — з переломом медіальної кісточки та розривом переднього синдесмозу                               | n-Tillaux-Chaput перелом бугорка o-Wagstaffe-Le Fort відривний перелом u-нестабільний синдесмоз                                                                    |              |
| 44B — транссиндезмозний перелом малогомілкової кістки    | 44 — сегмент кісточок | 44B2 — з пошкодженням медіальної кісточки                                                                                          | 44B2.3 — клиноподібний або багатоуламковий перелом малогомілкової кістки з переломом медіальної кістки   | r-розрив дельтоподібної зв'язки s-перелом медіальної кісточки u-нестабільний синдесмоз                                                                             |              |
| 44B — транссиндезмозний перелом малогомілкової кістки    | 44 — сегмент кісточок | 44B3 — транссиндезмозний перелом малогомілкової кістки з медіальним ушкодженням і перелом задньобокового краю (Фрагмент Фолькмана) | 44B3.1 — простий перелом, з розривом дельтоподібної зв'язки                                              | n-Tillaux-Chaput перелом бугорка o-Wagstaffe-Le Fort відривний перелом u-нестабільний синдесмоз                                                                    |              |
| 44B — транссиндезмозний перелом малогомілкової кістки    | 44 — сегмент кісточок | 44B3 — транссиндезмозний перелом малогомілкової кістки з медіальним ушкодженням і перелом задньобокового краю (Фрагмент Фолькмана) | 44B3.2 — простий перелом з переломом медіальної кісточки                                                 | n-Tillaux-Chaput перелом бугорка o-Wagstaffe-Le Fort відривний перелом u-нестабільний синдесмоз                                                                    |              |
| 44B — транссиндезмозний перелом малогомілкової кістки    | 44 — сегмент кісточок | 44B3 — транссиндезмозний перелом малогомілкової кістки з медіальним ушкодженням і перелом задньобокового краю (Фрагмент Фолькмана) | 44B3.3 — клиноподібний або багатоуламковий перелом малогомілкової кістки з переломом медіальної кісточки | n-Tillaux-Chaput перелом бугорка o-Wagstaffe-Le Fort відривний перелом u-нестабільний синдесмоз                                                                    |              |
| 44C — надсиндесмозний перелом малогомілкової кістки      | 44 — сегмент кісточок | 44C1 — простий діафізарний перелом малогомілкової кістки                                                                           | 44C1.1 — з розривом дельтоподібної зв'язки                                                               | t-стабільний синдесмоз u-нестабільний синдесмоз |              |
| 44C — надсиндесмозний перелом малогомілкової кістки      | 44 — сегмент кісточок | 44C1 — простий діафізарний перелом малогомілкової кістки                                                                           | 44C1.2 — з переломом медіальної кісточки                                                                 | t-стабільний синдесмоз u-нестабільний синдесмоз |              |
| 44C — надсиндесмозний перелом малогомілкової кістки      | 44 — сегмент кісточок | 44C1 — простий діафізарний перелом малогомілкової кістки                                                                           | 44C1.3 — з переломом медіальнох кісточки та заднього края                                                | t-стабільний синдесмоз u-нестабільний синдесмоз |              |
| 44C — надсиндесмозний перелом малогомілкової кістки      | 44 — сегмент кісточок | 44C2 — клиноподібний або багатоуламковий перелом діафіза малогомілкової кістки                                                     | 44C2.1 — з розривом дельтоподібної зв'язки                                                               | t-стабільний синдесмоз u-нестабільний синдесмоз |              |
| 44C — надсиндесмозний перелом малогомілкової кістки      | 44 — сегмент кісточок | 44C2 — клиноподібний або багатоуламковий перелом діафіза малогомілкової кістки                                                     | 44C2.2 — з переломом медіальної кісточки                                                                 | t-стабільний синдесмоз u-нестабільний синдесмоз |              |
| 44C — надсиндесмозний перелом малогомілкової кістки      | 44 — сегмент кісточок | 44C2 — клиноподібний або багатоуламковий перелом діафіза малогомілкової кістки                                                     | 44C2.3 — з переломом медіальнох кісточки та заднього края                                                | t-стабільний синдесмоз u-нестабільний синдесмоз |              |
| 44C — надсиндесмозний перелом малогомілкової кістки      | 44 — сегмент кісточок | 44C3 — перелом проксимальної частини малогомілкової кістки                                                                         | 44C3.1 — з ушкодженням медіальної сторони                                                                | p-перелом шийки малогомілкової кістки q-вивих прокисмального малогомілково-великогомілкового суглоба r-розрив дельтоподібної зв'язки s-перелом медіальної кісточки |              |
| 44C — надсиндесмозний перелом малогомілкової кістки      | 44 — сегмент кісточок | 44C3 — перелом проксимальної частини малогомілкової кістки                                                                         | 44C3.2 — з укороченням та пошкодженням медіальної сторони                                                | p-перелом шийки малогомілкової кістки q-вивих прокисмального малогомілково-великогомілкового суглоба r-розрив дельтоподібної зв'язки s-перелом медіальної кісточки |              |
| 44C — надсиндесмозний перелом малогомілкової кістки      | 44 — сегмент кісточок | 44C3 — перелом проксимальної частини малогомілкової кістки                                                                         | 44C3.3 — з пошкодженням медіальної сторони та заднього краю                                              | p-перелом шийки малогомілкової кістки q-вивих прокисмального малогомілково-великогомілкового суглоба r-розрив дельтоподібної зв'язки s-перелом медіальної кісточки |              |

### Тазове кільце (6)
| Кістка  | Локалізація        | Тип                                       | Група | Підгрупа | Кваліфікація |
| ------- | ------------------ | ----------------------------------------- | --- | --- | --- |
| 6 — таз | 61 — тазове кільце | 61A — інтактна задня дуга                 | 61A1 — відривний перелом тазової кістки                                                                                                 | 61A1.1 — Перелом передньої верхньої ості клубової кістки                                                                    | |
| 6 — таз | 61 — тазове кільце | 61A — інтактна задня дуга                 | 61A1 — відривний перелом тазової кістки                                                                                                 | 61A1.2 — Перелом передньої нижньої ості клубової кістки                                                                     | |
| 6 — таз | 61 — тазове кільце | 61A — інтактна задня дуга                 | 61A1 — відривний перелом тазової кістки                                                                                                 | 61A1.3 — Перелом горбка сідничної кістки                                                                                    | |
| 6 — таз | 61 — тазове кільце | 61A — інтактна задня дуга                 | 61A2 — перелом тазової кістки | 61A2.1 — Перелом крила клубової кістки                                                                                      | |
| 6 — таз | 61 — тазове кільце | 61A — інтактна задня дуга                 | 61A2 — перелом тазової кістки | 61A2.2 — Однобічний перелом передньої склепіння                                                                             | |
| 6 — таз | 61 — тазове кільце | 61A — інтактна задня дуга                 | 61A2 — перелом тазової кістки | 61A2.3 — Двобічний перелом передньої склепіння                                                                              | |
| 6 — таз | 61 — тазове кільце | 61A — інтактна задня дуга                 | 61A3 — поперечний перелом крижі (S3, S4, S5) і куприка                                                                                  | | |
| 6 — таз | 61 — тазове кільце | 61B —неповне порушення заднього склепіння | 61B1 — відсутність ротаційної нестабільності                                                                                            | 61B1.1 — Бічний компресійний перелом (LC1)                                                                                  | а-Іпсилатеральний або однобічний перелом лобкової гілки b-Двосторонній перелом лобкової гілки c-Перелом контралатеральної лобкової гілки e-Парасимфізарний перелом f-Нахильний перелом g-Заблокований симфіз |
| 6 — таз | 61 — тазове кільце | 61B —неповне порушення заднього склепіння | 61B1 — відсутність ротаційної нестабільності                                                                                            | 61B1.2 — перелом відкритої книги (APC1)                                                                                     | |
| 6 — таз | 61 — тазове кільце | 61B —неповне порушення заднього склепіння | 61B2 — ротаційно-нестабільна, однобічна задня травма                                                                                    | 61B2.1 — Бічний компресійний перелом крижів з нестабільністю внутрішньої ротації (LC1)                                      | а-Іпсилатеральний або однобічний перелом лобкової гілки b-Двосторонній перелом лобкової гілки c-Перелом контралатеральної лобкової гілки e-Парасимфізарний перелом f-Нахильний перелом g-Заблокований симфіз |
| 6 — таз | 61 — тазове кільце | 61B —неповне порушення заднього склепіння | 61B2 — ротаційно-нестабільна, однобічна задня травма                                                                                    | 61B2.2 — Бічний компресійний перелом клубової кістки (півмісяць) з внутрішньою ротаційною нестабільністю (LC2)              | а-Іпсилатеральний або однобічний перелом лобкової гілки b-Двосторонній перелом лобкової гілки c-Перелом контралатеральної лобкової гілки e-Парасимфізарний перелом f-Нахильний перелом g-Заблокований симфіз |
| 6 — таз | 61 — тазове кільце | 61B —неповне порушення заднього склепіння | 61B2 — ротаційно-нестабільна, однобічна задня травма                                                                                    | 61B2.3 — Відкрита книга або нестабільність зовнішньої ротації (APC2)                                                        | а-Іпсилатеральний або однобічний перелом лобкової гілки b-Двосторонній перелом лобкової гілки c-Перелом контралатеральної лобкової гілки e-Парасимфізарний перелом f-Нахильний перелом g-Заблокований симфіз |
| 6 — таз | 61 — тазове кільце | 61B —неповне порушення заднього склепіння | 61B3 — ротаційно-нестабільна, двобічна задня травма                                                                                     | 61B3.1 — Внутрішня ротаційна нестабільність на одному боці і зовнішня ротаційна нестабільність на протилежній стороні (LC3) | а-Іпсилатеральний або однобічний перелом лобкової гілки b-Двосторонній перелом лобкової гілки c-Перелом контралатеральної лобкової гілки e-Парасимфізарний перелом f-Нахильний перелом g-Заблокований симфіз |
| 6 — таз | 61 — тазове кільце | 61B —неповне порушення заднього склепіння | 61B3 — ротаційно-нестабільна, двобічна задня травма                                                                                     | 61B3.2 — Двосторонній бічний компресійний перелом крижового відділу                                                         | а-Іпсилатеральний або однобічний перелом лобкової гілки b-Двосторонній перелом лобкової гілки c-Перелом контралатеральної лобкової гілки e-Парасимфізарний перелом f-Нахильний перелом g-Заблокований симфіз |
| 6 — таз | 61 — тазове кільце | 61B —неповне порушення заднього склепіння | 61B3 — ротаційно-нестабільна, двобічна задня травма                                                                                     | 61B3.3 — Відкрита книга або зовнішньо ротаційна нестабільність (двосторонній APC2)                                          | а-Іпсилатеральний або однобічний перелом лобкової гілки b-Двосторонній перелом лобкової гілки c-Перелом контралатеральної лобкової гілки e-Парасимфізарний перелом f-Нахильний перелом g-Заблокований симфіз |
| 6 — таз | 61 — тазове кільце | 61C — повне руйнування заднього склепіння | 61C1 — одностороння задня травма (APC3, вертикальний зсув)                                                                              | 61C1.1 — з переломом клубової кістки                                                                                        | а-Іпсилатеральний або однобічний перелом лобкової гілки b-Двосторонній перелом лобкової гілки c-Перелом контралатеральної лобкової гілки e-Парасимфізарний перелом f-Нахильний перелом g-Заблокований симфіз j-Вивих перелому крижово-клубового суглоба |
| 6 — таз | 61 — тазове кільце | 61C — повне руйнування заднього склепіння | 61C1 — одностороння задня травма (APC3, вертикальний зсув)                                                                              | 61C1.2 — через крижово-клубовий суглоб                                                                                      | а-Іпсилатеральний або однобічний перелом лобкової гілки b-Двосторонній перелом лобкової гілки c-Перелом контралатеральної лобкової гілки e-Парасимфізарний перелом f-Нахильний перелом g-Заблокований симфіз j-Вивих перелому крижово-клубового суглоба |
| 6 — таз | 61 — тазове кільце | 61C — повне руйнування заднього склепіння | 61C1 — одностороння задня травма (APC3, вертикальний зсув)                                                                              | 61C1.3 — з переломом крижової кістки                                                                                        | а-Іпсилатеральний або однобічний перелом лобкової гілки b-Двосторонній перелом лобкової гілки c-Перелом контралатеральної лобкової гілки e-Парасимфізарний перелом f-Нахильний перелом g-Заблокований симфіз j-Вивих перелому крижово-клубового суглоба |
| 6 — таз | 61 — тазове кільце | 61C — повне руйнування заднього склепіння | 61C2 — двостороння задня травма, повний розрив однієї півтазової кістки, травма контралатеральної частини півтаза неповний розрив (LC3) | 61C2.1 — повний розрив через клубову кістку                                                                                 | а-Іпсилатеральний або однобічний перелом лобкової гілки b-Двосторонній перелом лобкової гілки c-Перелом контралатеральної лобкової гілки d-Порушення симфізу e-Парасимфізарний перелом f-Нахильний перелом g-Заблокований симфіз k-Контралатеральне задньобокове компресійне ураження: крижова кістка l-Контралатеральне заднє латеральне компресійне ураження: клубова кістка (півмісяць) m-Ураження контралатеральної задньої зовнішньої ротації: крижово-клубовий суглоб n-Ураження контралатеральної задньої зовнішньої ротації: зміщення перелому |
| 6 — таз | 61 — тазове кільце | 61C — повне руйнування заднього склепіння | 61C2 — двостороння задня травма, повний розрив однієї півтазової кістки, травма контралатеральної частини півтаза неповний розрив (LC3) | 61C2.2 — повний розрив через крижово-клубовий суглоб                                                                        | а-Іпсилатеральний або однобічний перелом лобкової гілки b-Двосторонній перелом лобкової гілки c-Перелом контралатеральної лобкової гілки d-Порушення симфізу e-Парасимфізарний перелом f-Нахильний перелом g-Заблокований симфіз k-Контралатеральне задньобокове компресійне ураження: крижова кістка l-Контралатеральне заднє латеральне компресійне ураження: клубова кістка (півмісяць) m-Ураження контралатеральної задньої зовнішньої ротації: крижово-клубовий суглоб n-Ураження контралатеральної задньої зовнішньої ротації: зміщення перелому |
| 6 — таз | 61 — тазове кільце | 61C — повне руйнування заднього склепіння | 61C2 — двостороння задня травма, повний розрив однієї півтазової кістки, травма контралатеральної частини півтаза неповний розрив (LC3) | 61C2.3 — повний розрив через крижу                                                                                          | а-Іпсилатеральний або однобічний перелом лобкової гілки b-Двосторонній перелом лобкової гілки c-Перелом контралатеральної лобкової гілки d-Порушення симфізу e-Парасимфізарний перелом f-Нахильний перелом g-Заблокований симфіз k-Контралатеральне задньобокове компресійне ураження: крижова кістка l-Контралатеральне заднє латеральне компресійне ураження: клубова кістка (півмісяць) m-Ураження контралатеральної задньої зовнішньої ротації: крижово-клубовий суглоб n-Ураження контралатеральної задньої зовнішньої ротації: зміщення перелому |
| 6 — таз | 61 — тазове кільце | 61C — повне руйнування заднього склепіння | 61C3 — двостороння задня травма, обидві сторони повного розриву (APC3, вертикальний зсув)                                               | 61C3.1 — позакрижовий з обох сторон                                                                                         | а-Іпсилатеральний або однобічний перелом лобкової гілки b-Двосторонній перелом лобкової гілки c-Перелом контралатеральної лобкової гілки d-Порушення симфізу e-Парасимфізарний перелом f-Нахильний перелом g-Заблокований симфіз h-Перелом крила клубової кістки j-Порушення крижово-клубового суглоба |
| 6 — таз | 61 — тазове кільце | 61C — повне руйнування заднього склепіння | 61C3 — двостороння задня травма, обидві сторони повного розриву (APC3, вертикальний зсув)                                               | 61C3.2 — крижовий з одного боку, екстрасакральний з іншого боку                                                             | а-Іпсилатеральний або однобічний перелом лобкової гілки b-Двосторонній перелом лобкової гілки c-Перелом контралатеральної лобкової гілки d-Порушення симфізу e-Парасимфізарний перелом f-Нахильний перелом g-Заблокований симфіз h-Перелом крила клубової кістки j-Порушення крижово-клубового суглоба |
| 6 — таз | 61 — тазове кільце | 61C — повне руйнування заднього склепіння | 61C3 — двостороння задня травма, обидві сторони повного розриву (APC3, вертикальний зсув)                                               | 61C3.3 — крижа обидві сторони                                                                                               | а-Іпсилатеральний або однобічний перелом лобкової гілки b-Двосторонній перелом лобкової гілки c-Перелом контралатеральної лобкової гілки d-Порушення симфізу e-Парасимфізарний перелом f-Нахильний перелом g-Заблокований симфіз h-Перелом крила клубової кістки j-Порушення крижово-клубового суглоба |

### Вертлюгова западина (6)
| Кістка  | Локалізація              | Тип                                                                  | Група                                                                                            | Підгрупа                                                                                           | Кваліфікація |
| ------- | ------------------------ | -------------------------------------------------------------------- | ------------------------------------------------------------------------------------------------ | -------------------------------------------------------------------------------------------------- | --- |
| 6 — таз | 62 — вертлюгова западина | 62A — частковий суглобовий, ізольований перелом колони та/або стінки | 62A1 — перелом задньої стінки                                                                    | 62A1.1 — простий перелом                                                                           | a-з крайовим вдавленням |
| 6 — таз | 62 — вертлюгова западина | 62A — частковий суглобовий, ізольований перелом колони та/або стінки | 62A1 — перелом задньої стінки                                                                    | 62A1.2 — багатоуламковий перелом                                                                   | a-з крайовим вдавленням |
| 6 — таз | 62 — вертлюгова западина | 62A — частковий суглобовий, ізольований перелом колони та/або стінки | 62A2 — перелом задньої колони                                                                    | 62A2.1 — через сідничну кістку                                                                     | h-Простий перелом задньої стінки i-Багатоосколковий перелом задньої стінки j-Перелом задньої стінки з крайовим ударом                                    |
| 6 — таз | 62 — вертлюгова западина | 62A — частковий суглобовий, ізольований перелом колони та/або стінки | 62A2 — перелом задньої колони                                                                    | 62A2.2 — через обтураційне кільце                                                                  | h-Простий перелом задньої стінки i-Багатоосколковий перелом задньої стінки j-Перелом задньої стінки з крайовим ударом                                    |
| 6 — таз | 62 — вертлюгова западина | 62A — частковий суглобовий, ізольований перелом колони та/або стінки | 62A2 — перелом задньої колони                                                                    | 62A2.3 — з поєднаними переломом задньої стінки                                                     | h-Простий перелом задньої стінки i-Багатоосколковий перелом задньої стінки j-Перелом задньої стінки з крайовим ударом                                    |
| 6 — таз | 62 — вертлюгова западина | 62A — частковий суглобовий, ізольований перелом колони та/або стінки | 62A3 — перелом передньої колони або стінки                                                       | 62A3.1 — перепом передньої стінки                                                                  | a-з крайовим вдавленням |
| 6 — таз | 62 — вертлюгова западина | 62A — частковий суглобовий, ізольований перелом колони та/або стінки | 62A3 — перелом передньої колони або стінки                                                       | 62A3.2 — Високий перелом передньої колони (виходить по гребеню клубової кістки)                    | a-з крайовим вдавленням |
| 6 — таз | 62 — вертлюгова западина | 62A — частковий суглобовий, ізольований перелом колони та/або стінки | 62A3 — перелом передньої колони або стінки                                                       | 62A3.3 — низький перелом передньої колони (виходить нижче передньої верхньої клубової ості [ASIS]) | a-з крайовим вдавленням |
| 6 — таз | 62 — вертлюгова западина | 62B — частково внутрішньосуглобовий, поперечний тип перелома         | 62B1 — поперечний перелом                                                                        | 62B1.1 — інфратекальний перелом                                                                    | b-Супутній перелом задньої стінки c-Поєднаний перелом задньої стінки з крайовим ударом                                                                   |
| 6 — таз | 62 — вертлюгова западина | 62B — частково внутрішньосуглобовий, поперечний тип перелома         | 62B1 — поперечний перелом                                                                        | 62B1.2 — юкстатекальний перелом                                                                    | b-Супутній перелом задньої стінки c-Поєднаний перелом задньої стінки з крайовим ударом                                                                   |
| 6 — таз | 62 — вертлюгова западина | 62B — частково внутрішньосуглобовий, поперечний тип перелома         | 62B1 — поперечний перелом                                                                        | 62B1.3 — транстекальний перелом                                                                    | b-Супутній перелом задньої стінки c-Поєднаний перелом задньої стінки з крайовим ударом                                                                   |
| 6 — таз | 62 — вертлюгова западина | 62B — частково внутрішньосуглобовий, поперечний тип перелома         | 62B2 — Т-подібний перелом                                                                        | 62B2.1 — з інфратекальний поперечним компонентом                                                   | b-Супутній перелом задньої стінки c-Поєднаний перелом задньої стінки з крайовим ударом                                                                   |
| 6 — таз | 62 — вертлюгова западина | 62B — частково внутрішньосуглобовий, поперечний тип перелома         | 62B2 — Т-подібний перелом                                                                        | 62B2.2 — з юкстатекальним поперечним компонентом                                                   | b-Супутній перелом задньої стінки c-Поєднаний перелом задньої стінки з крайовим ударом                                                                   |
| 6 — таз | 62 — вертлюгова западина | 62B — частково внутрішньосуглобовий, поперечний тип перелома         | 62B2 — Т-подібний перелом                                                                        | 62B2.3 — з транстекальним поперечним компонентом                                                   | b-Супутній перелом задньої стінки c-Поєднаний перелом задньої стінки з крайовим ударом                                                                   |
| 6 — таз | 62 — вертлюгова западина | 62B — частково внутрішньосуглобовий, поперечний тип перелома         | 62B3 — з передньою колоною, заднім напівпоперечним переломом                                     | 62B3.1 — асоційовано з передньої стінкою                                                           | |
| 6 — таз | 62 — вертлюгова западина | 62B — частково внутрішньосуглобовий, поперечний тип перелома         | 62B3 — з передньою колоною, заднім напівпоперечним переломом                                     | 62B3.2 — високий перелом передньої колони (виходить по гребеню клубової кістки)                    | |
| 6 — таз | 62 — вертлюгова западина | 62B — частково внутрішньосуглобовий, поперечний тип перелома         | 62B3 — з передньою колоною, заднім напівпоперечним переломом                                     | 62B3.3 — низький перелом передньої колони (виходить нижче передньої верхньої клубової ості [ASIS]) | |
| 6 — таз | 62 — вертлюгова западина | 62C — пов'язаний перелом обох колон                                  | 62C1 — високий перелом передньої колони (виходить по гребеню клубової кістки)                    | | d-простий перелом обидві колони e-багатоуламковий перелом передня колона f-багатоуламковий перелом задня колона g-обидві колонки багатоуламкові переломи |
| 6 — таз | 62 — вертлюгова западина | 62C — пов'язаний перелом обох колон                                  | 62C2 — низький перелом передньої колони (виходить нижче передньої верхньої клубової ості [ASIS]) | | d-простий перелом обидві колони e-багатоуламковий перелом передня колона f-багатоуламковий перелом задня колона g-обидві колонки багатоуламкові переломи |
| 6 — таз | 62 — вертлюгова западина | 62C — пов'язаний перелом обох колон                                  | 62C3 — із залученням крижово-клубового суглоба                                                   | | d-простий перелом обидві колони e-багатоуламковий перелом передня колона f-багатоуламковий перелом задня колона g-обидві колонки багатоуламкові переломи |

### Кисть і зап'ясток (7)
| Кістка            | Локалізація                   | Тип                              | Група | Підгрупа                                         | Кваліфікація |
| ----------------- | ----------------------------- | -------------------------------- | ----- | ------------------------------------------------ | ------------ |
| 71 — Півмісяцева  |                               | 71A — відривний перелом          |       |                                                  |              |
| 71 — Півмісяцева  | 71В — простий перелом         |                                  |       |                                                  |              |
| 71 — Півмісяцева  | 71С — багатоуламковий перелом |                                  |       |                                                  |              |
| 72 — Човноподібна |                               | 72A — відривний перелом          |       |                                                  |              |
| 72 — Човноподібна | 72В — простий перелом         |                                  |       | a-проксимальний полюс b-талія c-дистальний полюс |              |
| 72 — Човноподібна | 72С — багатоуламковий перелом |                                  |       | a-проксимальний полюс b-талія c-дистальний полюс |              |
| 73 — Головчаста   |                               | 73A — відривний перелом          |       |                                                  |              |
| 73 — Головчаста   | 73В — простий перелом         |                                  |       |                                                  |              |
| 73 — Головчаста   | 73С — багатоуламковий перелом |                                  |       |                                                  |              |
| 74 — Гачкувата    |                               | 74A — перелом гачка              |       |                                                  |              |
| 74 — Гачкувата    | 74В — простий перелом         |                                  |       |                                                  |              |
| 74 — Гачкувата    | 74С — багатоуламковий перелом |                                  |       |                                                  |              |
| 75 — Трапеція     |                               | 75A — відривний перелом          |       |                                                  |              |
| 75 — Трапеція     | 75В — простий перелом         |                                  |       |                                                  |              |
| 75 — Трапеція     | 75С — багатоуламковий перелом |                                  |       |                                                  |              |
| 76._. — Інші      | 76.1. — горохоподібна         | 76.1.A — відривний перелом       |       |                                                  |              |
| 76._. — Інші      | 76.1. — горохоподібна         | 76.1.В — простий перелом         |       |                                                  |              |
| 76._. — Інші      | 76.1. — горохоподібна         | 76.1.С — багатоуламковий перелом |       |                                                  |              |
| 76._. — Інші      | 76.2. — тригранна             | 76.2.A — відривний перелом       |       |                                                  |              |
| 76._. — Інші      | 76.2. — тригранна             | 76.2.В — простий перелом         |       |                                                  |              |
| 76._. — Інші      | 76.2. — тригранна             | 76.2.С — багатоуламковий перелом |       |                                                  |              |
| 76._. — Інші      | 76.3. — трапецевидна          | 76.3.A — відривний перелом       |       |                                                  |              |
| 76._. — Інші      | 76.3. — трапецевидна          | 76.3.В — простий перелом         |       |                                                  |              |
| 76._. — Інші      | 76.3. — трапецевидна          | 76.3.С — багатоуламковий перелом |       |                                                  |              |

| Кістка                              | Локалізація | Тип                             | Група                                             | Підгрупа | Кваліфікація |
| ----------------------------------- | --- | ------------------------------- | ------------------------------------------------- | -------- | ------------ |
| 77._. — п'ясткові                   | Позначаються наступним чином, після крапки: - великий палець = 1, - вказівний = 2, - довгий або середній = 3, - безіменний = 4, - мізинець = 5. Сегмент кістки додатково позначається після другої крапки: - проксимальний кінець — 1, - діафіз — 2, - дистальний кінець — 3 Приклад: 3 п'ясткова кістка, проксимальний кінцевий сегмент = 77.3.1 | Проксимальний кінець — 77._.1   | 77._.1A — позасуглобовий перелом                  |          |              |
| 77._. — п'ясткові                   | Позначаються наступним чином, після крапки: - великий палець = 1, - вказівний = 2, - довгий або середній = 3, - безіменний = 4, - мізинець = 5. Сегмент кістки додатково позначається після другої крапки: - проксимальний кінець — 1, - діафіз — 2, - дистальний кінець — 3 Приклад: 3 п'ясткова кістка, проксимальний кінцевий сегмент = 77.3.1 | Проксимальний кінець — 77._.1   | 77._.1В — частково внутрішньосуглобовий перелом   |          |              |
| 77._. — п'ясткові                   | Позначаються наступним чином, після крапки: - великий палець = 1, - вказівний = 2, - довгий або середній = 3, - безіменний = 4, - мізинець = 5. Сегмент кістки додатково позначається після другої крапки: - проксимальний кінець — 1, - діафіз — 2, - дистальний кінець — 3 Приклад: 3 п'ясткова кістка, проксимальний кінцевий сегмент = 77.3.1 | Проксимальний кінець — 77._.1   | 77._.1С — повний внутрішньосуглобовий перелом     |          |              |
| 77._. — п'ясткові                   | Позначаються наступним чином, після крапки: - великий палець = 1, - вказівний = 2, - довгий або середній = 3, - безіменний = 4, - мізинець = 5. Сегмент кістки додатково позначається після другої крапки: - проксимальний кінець — 1, - діафіз — 2, - дистальний кінець — 3 Приклад: 3 п'ясткова кістка, проксимальний кінцевий сегмент = 77.3.1 | Діафіз — 77._.2                 | 77._.2A — простий перелом                         |          |              |
| 77._. — п'ясткові                   | Позначаються наступним чином, після крапки: - великий палець = 1, - вказівний = 2, - довгий або середній = 3, - безіменний = 4, - мізинець = 5. Сегмент кістки додатково позначається після другої крапки: - проксимальний кінець — 1, - діафіз — 2, - дистальний кінець — 3 Приклад: 3 п'ясткова кістка, проксимальний кінцевий сегмент = 77.3.1 | Діафіз — 77._.2                 | 77._.2В — клиноподібний перелом                   |          |              |
| 77._. — п'ясткові                   | Позначаються наступним чином, після крапки: - великий палець = 1, - вказівний = 2, - довгий або середній = 3, - безіменний = 4, - мізинець = 5. Сегмент кістки додатково позначається після другої крапки: - проксимальний кінець — 1, - діафіз — 2, - дистальний кінець — 3 Приклад: 3 п'ясткова кістка, проксимальний кінцевий сегмент = 77.3.1 | Діафіз — 77._.2                 | 77._.2С — багатоуламковий перелом                 |          |              |
| 77._. — п'ясткові                   | Позначаються наступним чином, після крапки: - великий палець = 1, - вказівний = 2, - довгий або середній = 3, - безіменний = 4, - мізинець = 5. Сегмент кістки додатково позначається після другої крапки: - проксимальний кінець — 1, - діафіз — 2, - дистальний кінець — 3 Приклад: 3 п'ясткова кістка, проксимальний кінцевий сегмент = 77.3.1 | Дистальний кінець — 77._.3      | 77._.3А — позасуглобовий перелом                  |          |              |
| 77._. — п'ясткові                   | Позначаються наступним чином, після крапки: - великий палець = 1, - вказівний = 2, - довгий або середній = 3, - безіменний = 4, - мізинець = 5. Сегмент кістки додатково позначається після другої крапки: - проксимальний кінець — 1, - діафіз — 2, - дистальний кінець — 3 Приклад: 3 п'ясткова кістка, проксимальний кінцевий сегмент = 77.3.1 | Дистальний кінець — 77._.3      | 77._.3В — частково внутрішньосуглобовий перелом   |          |              |
| 77._. — п'ясткові                   | Позначаються наступним чином, після крапки: - великий палець = 1, - вказівний = 2, - довгий або середній = 3, - безіменний = 4, - мізинець = 5. Сегмент кістки додатково позначається після другої крапки: - проксимальний кінець — 1, - діафіз — 2, - дистальний кінець — 3 Приклад: 3 п'ясткова кістка, проксимальний кінцевий сегмент = 77.3.1 | Дистальний кінець — 77._.3      | 77._.3С — повний внутрішньосуглобовий перелом     |          |              |
| 78._._. — фаланги                   | Пальці позначаються наступним чином, після крапки: - великий палець = 1, - вказівний = 2, - довгий або середній = 3, - безіменний = 4, - мізинець = 5. Фаланги позначаються після крапки далі: - проксимальна фаланга = 1, - середня фаланга = 2, - дистальна фаланга = 3. Сегмент кістки додатково позначається після: - проксимальний кінець — 1, - діафіз — 2, - дистальний кінець — 3 Загальна схема: Анатомічний регіон+кістка. Палець. Фаланга. Сегмент кістки Приклад: Проксимальна фаланга великого пальця, проксимальний кінець — 78.1.1.1 | Проксимальний кінець — 77._._.1 | 77._._.1A — позасуглобовий перелом                |          |              |
| 78._._. — фаланги                   | Пальці позначаються наступним чином, після крапки: - великий палець = 1, - вказівний = 2, - довгий або середній = 3, - безіменний = 4, - мізинець = 5. Фаланги позначаються після крапки далі: - проксимальна фаланга = 1, - середня фаланга = 2, - дистальна фаланга = 3. Сегмент кістки додатково позначається після: - проксимальний кінець — 1, - діафіз — 2, - дистальний кінець — 3 Загальна схема: Анатомічний регіон+кістка. Палець. Фаланга. Сегмент кістки Приклад: Проксимальна фаланга великого пальця, проксимальний кінець — 78.1.1.1 | Проксимальний кінець — 77._._.1 | 77._._.1В — частково внутрішньосуглобовий перелом |          |              |
| 78._._. — фаланги                   | Пальці позначаються наступним чином, після крапки: - великий палець = 1, - вказівний = 2, - довгий або середній = 3, - безіменний = 4, - мізинець = 5. Фаланги позначаються після крапки далі: - проксимальна фаланга = 1, - середня фаланга = 2, - дистальна фаланга = 3. Сегмент кістки додатково позначається після: - проксимальний кінець — 1, - діафіз — 2, - дистальний кінець — 3 Загальна схема: Анатомічний регіон+кістка. Палець. Фаланга. Сегмент кістки Приклад: Проксимальна фаланга великого пальця, проксимальний кінець — 78.1.1.1 | Проксимальний кінець — 77._._.1 | 77._._.1С — повний внутрішньосуглобовий перелом   |          |              |
| 78._._. — фаланги                   | Пальці позначаються наступним чином, після крапки: - великий палець = 1, - вказівний = 2, - довгий або середній = 3, - безіменний = 4, - мізинець = 5. Фаланги позначаються після крапки далі: - проксимальна фаланга = 1, - середня фаланга = 2, - дистальна фаланга = 3. Сегмент кістки додатково позначається після: - проксимальний кінець — 1, - діафіз — 2, - дистальний кінець — 3 Загальна схема: Анатомічний регіон+кістка. Палець. Фаланга. Сегмент кістки Приклад: Проксимальна фаланга великого пальця, проксимальний кінець — 78.1.1.1 | Діафіз — 77._._.2               | 77._._.2A — простий перелом                       |          |              |
| 78._._. — фаланги                   | Пальці позначаються наступним чином, після крапки: - великий палець = 1, - вказівний = 2, - довгий або середній = 3, - безіменний = 4, - мізинець = 5. Фаланги позначаються після крапки далі: - проксимальна фаланга = 1, - середня фаланга = 2, - дистальна фаланга = 3. Сегмент кістки додатково позначається після: - проксимальний кінець — 1, - діафіз — 2, - дистальний кінець — 3 Загальна схема: Анатомічний регіон+кістка. Палець. Фаланга. Сегмент кістки Приклад: Проксимальна фаланга великого пальця, проксимальний кінець — 78.1.1.1 | Діафіз — 77._._.2               | 77._._.2В — клиноподібний перелом                 |          |              |
| 78._._. — фаланги                   | Пальці позначаються наступним чином, після крапки: - великий палець = 1, - вказівний = 2, - довгий або середній = 3, - безіменний = 4, - мізинець = 5. Фаланги позначаються після крапки далі: - проксимальна фаланга = 1, - середня фаланга = 2, - дистальна фаланга = 3. Сегмент кістки додатково позначається після: - проксимальний кінець — 1, - діафіз — 2, - дистальний кінець — 3 Загальна схема: Анатомічний регіон+кістка. Палець. Фаланга. Сегмент кістки Приклад: Проксимальна фаланга великого пальця, проксимальний кінець — 78.1.1.1 | Діафіз — 77._._.2               | 77._._.2С — багатоуламковий перелом               |          |              |
| 78._._. — фаланги                   | Пальці позначаються наступним чином, після крапки: - великий палець = 1, - вказівний = 2, - довгий або середній = 3, - безіменний = 4, - мізинець = 5. Фаланги позначаються після крапки далі: - проксимальна фаланга = 1, - середня фаланга = 2, - дистальна фаланга = 3. Сегмент кістки додатково позначається після: - проксимальний кінець — 1, - діафіз — 2, - дистальний кінець — 3 Загальна схема: Анатомічний регіон+кістка. Палець. Фаланга. Сегмент кістки Приклад: Проксимальна фаланга великого пальця, проксимальний кінець — 78.1.1.1 | Дистальний кінець — 77._._.3    | 77._._.3А — позасуглобовий перелом                |          |              |
| 78._._. — фаланги                   | Пальці позначаються наступним чином, після крапки: - великий палець = 1, - вказівний = 2, - довгий або середній = 3, - безіменний = 4, - мізинець = 5. Фаланги позначаються після крапки далі: - проксимальна фаланга = 1, - середня фаланга = 2, - дистальна фаланга = 3. Сегмент кістки додатково позначається після: - проксимальний кінець — 1, - діафіз — 2, - дистальний кінець — 3 Загальна схема: Анатомічний регіон+кістка. Палець. Фаланга. Сегмент кістки Приклад: Проксимальна фаланга великого пальця, проксимальний кінець — 78.1.1.1 | Дистальний кінець — 77._._.3    | 77._._.3В — частково внутрішньосуглобовий перелом |          |              |
| 78._._. — фаланги                   | Пальці позначаються наступним чином, після крапки: - великий палець = 1, - вказівний = 2, - довгий або середній = 3, - безіменний = 4, - мізинець = 5. Фаланги позначаються після крапки далі: - проксимальна фаланга = 1, - середня фаланга = 2, - дистальна фаланга = 3. Сегмент кістки додатково позначається після: - проксимальний кінець — 1, - діафіз — 2, - дистальний кінець — 3 Загальна схема: Анатомічний регіон+кістка. Палець. Фаланга. Сегмент кістки Приклад: Проксимальна фаланга великого пальця, проксимальний кінець — 78.1.1.1 | Дистальний кінець — 77._._.3    | 77._._.3С — повний внутрішньосуглобовий перелом   |          |              |
| 79 — розтрощення, множинні переломи | |                                 |                                                   |          |              |

### Стопа (8)
| Кістка                                           | Локалізація | Тип                                                                                          | Група                                                                                 | Підгрупа                    | Кваліфікація                |
| ------------------------------------------------ | --- | -------------------------------------------------------------------------------------------- | ------------------------------------------------------------------------------------- | --------------------------- | --------------------------- |
| 81 — таранна кістка                              | 81.1. — тіло | 81.1.A — відривний перелом                                                                   | 81.1.A1 — передня шийка                                                               |                             |                             |
| 81 — таранна кістка                              | 81.1. — тіло | 81.1.A — відривний перелом                                                                   | 81.1.A2 — латеральний виросток                                                        |                             |                             |
| 81 — таранна кістка                              | 81.1. — тіло | 81.1.A — відривний перелом                                                                   | 81.1.A3 — задній відросток                                                            |                             |                             |
| 81 — таранна кістка                              | 81.1. — тіло | 81.1.B — частково внутрішньосуглобовий перелом                                               | 81.1.B1 — остеохондральний перелом                                                    |                             |                             |
| 81 — таранна кістка                              | 81.1. — тіло | 81.1.B — частково внутрішньосуглобовий перелом                                               | 81.1.B2 — простий перелом                                                             |                             |                             |
| 81 — таранна кістка                              | 81.1. — тіло | 81.1.B — частково внутрішньосуглобовий перелом                                               | 81.1.B3 — уламковий перелом                                                           |                             |                             |
| 81 — таранна кістка                              | 81.1. — тіло | 81.1.C — повністю внутрішньосуглобовий перелом                                               | 81.1.C1 — простий перелом                                                             |                             |                             |
| 81 — таранна кістка                              | 81.1. — тіло | 81.1.C — повністю внутрішньосуглобовий перелом                                               | 81.1.C3 — багатоуламковий перелом                                                     |                             |                             |
| 81 — таранна кістка                              | 81.2. — шийка | 81.2.A — без зміщення ()                                                                     |                                                                                       |                             |                             |
| 81 — таранна кістка                              | 81.2. — шийка | 81.2.B — зміщений с підвивих/вивих підтаранного суглоба (Hawkins 2)                          |                                                                                       |                             | a-простий b-багатоуламковий |
| 81 — таранна кістка                              | 81.2. — шийка | 81.2.C — зміщення шиї тараної кістки з вивихом тіла таранної кістки (Hawkins 3)              |                                                                                       |                             | a-простий b-багатоуламковий |
| 81 — таранна кістка                              | 81.2. — шийка | 81.2.D — зміщення шиї з тілом таранної кістки і вивихом головкою таранної кістки (Hawkins 4) |                                                                                       |                             | a-простий b-багатоуламковий |
| 81 — таранна кістка                              | 81.3. — головка | 81.3.A — відривний перелом                                                                   |                                                                                       |                             |                             |
| 81 — таранна кістка                              | 81.3. — головка | 81.3.B — частково внутрішньосуглобовий перелом                                               |                                                                                       |                             | a-простий b-багатоуламковий |
| 81 — таранна кістка                              | 81.3. — головка | 81.3.C — повний внутрішньосуглобовий перелом                                                 |                                                                                       |                             | a-простий b-багатоуламковий |
| 82 — п'яткова кістка                             | | 82A — позасуглобовий перелом                                                                 | 82A1 — відривний перелом задньої горбистості або позасуглобовий язикоподібний перелом |                             |                             |
| 82 — п'яткова кістка                             | 82A2 — перелом тіла | 82A — позасуглобовий перелом                                                                 |                                                                                       |                             |                             |
| 82 — п'яткова кістка                             | 82B — язиковий перелом з вихідом у задню фасетку | 82B1 — язикоподібний, простий перелом                                                        |                                                                                       |                             |                             |
| 82 — п'яткова кістка                             | 82B — язиковий перелом з вихідом у задню фасетку | 82B3 — багатоуламковий перелом                                                               |                                                                                       |                             |                             |
| 82 — п'яткова кістка                             | 82C — повне западання суглобової поверхні | 82C1 — з суглобовим вдавленням (Sanders 2)                                                   |                                                                                       |                             |                             |
| 82 — п'яткова кістка                             | 82C — повне западання суглобової поверхні | 82C2 — з суглобовим вдавленням (Sanders 3)                                                   |                                                                                       |                             |                             |
| 82 — п'яткова кістка                             | 82C — повне западання суглобової поверхні | 82C3 — багатоуламковий перелом (Sanders 4)                                                   |                                                                                       |                             |                             |
| 83 — човноподібна кістка                         | | 83A — відривний перелом                                                                      |                                                                                       |                             |                             |
| 83 — човноподібна кістка                         | 83B — частковий внутрішньосуглобовий перелом |                                                                                              |                                                                                       | a-простий b-багатоуламковий |                             |
| 83 — човноподібна кістка                         | 83С — повний внутрішньосуглобовий перелом |                                                                                              |                                                                                       | a-простий b-багатоуламковий |                             |
| 84 — кубоподібна кістка                          | | 84A — відривний перелом                                                                      |                                                                                       |                             |                             |
| 84 — кубоподібна кістка                          | 84B — частковий внутрішньосуглобовий перелом |                                                                                              |                                                                                       | a-простий b-багатоуламковий |                             |
| 84 — кубоподібна кістка                          | 84С — повний внутрішньосуглобовий перелом |                                                                                              |                                                                                       | a-простий b-багатоуламковий |                             |
| 85 — клиноподібні кістки                         | 85.1. — медіальний | 85.1.A — відривний перелом                                                                   |                                                                                       |                             |                             |
| 85 — клиноподібні кістки                         | 85.1. — медіальний | 85.1.В — частковий внутрішньосуглобовий перелом                                              |                                                                                       |                             |                             |
| 85 — клиноподібні кістки                         | 85.1. — медіальний | 85.1.С — повний внутрішньосуглобовий перелом                                                 |                                                                                       |                             |                             |
| 85 — клиноподібні кістки                         | 85.2. — середній | 85.2.A — відривний перелом                                                                   |                                                                                       |                             |                             |
| 85 — клиноподібні кістки                         | 85.2. — середній | 85.2.В — частковий внутрішньосуглобовий перелом                                              |                                                                                       |                             |                             |
| 85 — клиноподібні кістки                         | 85.2. — середній | 85.2.С — повний внутрішньосуглобовий перелом                                                 |                                                                                       |                             |                             |
| 85 — клиноподібні кістки                         | 85.3. — латеральний | 85.3.A — відривний перелом                                                                   |                                                                                       |                             |                             |
| 85 — клиноподібні кістки                         | 85.3. — латеральний | 85.3.В — частковий внутрішньосуглобовий перелом                                              |                                                                                       |                             |                             |
| 85 — клиноподібні кістки                         | 85.3. — латеральний | 85.3.С — повний внутрішньосуглобовий перелом                                                 |                                                                                       |                             |                             |
| 87 — плеснові кістки                             | Плеснові кістки ідентифікуються наступним чином: - перша плесна = 1, - друга плесна = 2, - третя плесна = 3, - четверта плесна = 4, - п'ята плюснева кістка = 5. | 87.__.1 — проксимальний кінець                                                               | 87._.1A — позасуглобовий перелом                                                      |                             | a-простий b-багатоуламковий |
| 87 — плеснові кістки                             | Плеснові кістки ідентифікуються наступним чином: - перша плесна = 1, - друга плесна = 2, - третя плесна = 3, - четверта плесна = 4, - п'ята плюснева кістка = 5. | 87.__.1 — проксимальний кінець                                                               | 87._.1В — частково внутрішньосуглобовий перелом                                       |                             | a-простий b-багатоуламковий |
| 87 — плеснові кістки                             | Плеснові кістки ідентифікуються наступним чином: - перша плесна = 1, - друга плесна = 2, - третя плесна = 3, - четверта плесна = 4, - п'ята плюснева кістка = 5. | 87.__.1 — проксимальний кінець                                                               | 87._.1С — повний внутрішньосуглобовий перелом                                         |                             | a-простий b-багатоуламковий |
| 87 — плеснові кістки                             | Плеснові кістки ідентифікуються наступним чином: - перша плесна = 1, - друга плесна = 2, - третя плесна = 3, - четверта плесна = 4, - п'ята плюснева кістка = 5. | 87.__.2 — диафіз                                                                             | 87._.2A — простий перелом                                                             |                             |                             |
| 87 — плеснові кістки                             | Плеснові кістки ідентифікуються наступним чином: - перша плесна = 1, - друга плесна = 2, - третя плесна = 3, - четверта плесна = 4, - п'ята плюснева кістка = 5. | 87.__.2 — диафіз                                                                             | 87._.2В — клиноподібний перелом                                                       |                             |                             |
| 87 — плеснові кістки                             | Плеснові кістки ідентифікуються наступним чином: - перша плесна = 1, - друга плесна = 2, - третя плесна = 3, - четверта плесна = 4, - п'ята плюснева кістка = 5. | 87.__.2 — диафіз                                                                             | 87._.2С — багатоуламковий перелом                                                     |                             |                             |
| 87 — плеснові кістки                             | Плеснові кістки ідентифікуються наступним чином: - перша плесна = 1, - друга плесна = 2, - третя плесна = 3, - четверта плесна = 4, - п'ята плюснева кістка = 5. | 87.__.3 — дистальний кінець                                                                  | 87._.3A — позасуглобовий перелом                                                      |                             | a-простий b-багатоуламковий |
| 87 — плеснові кістки                             | Плеснові кістки ідентифікуються наступним чином: - перша плесна = 1, - друга плесна = 2, - третя плесна = 3, - четверта плесна = 4, - п'ята плюснева кістка = 5. | 87.__.3 — дистальний кінець                                                                  | 87._.3В — частково внутрішньосуглобовий перелом                                       |                             | a-простий b-багатоуламковий |
| 87 — плеснові кістки                             | Плеснові кістки ідентифікуються наступним чином: - перша плесна = 1, - друга плесна = 2, - третя плесна = 3, - четверта плесна = 4, - п'ята плюснева кістка = 5. | 87.__.3 — дистальний кінець                                                                  | 87._.3С — повний внутрішньосуглобовий перелом                                         |                             | a-простий b-багатоуламковий |
| 88 — фаланги                                     | Пальці позначаються наступним чином, після крапки: - великий палець = 1, - другий = 2, - третій = 3, - четвертий = 4, - п'ятий = 5. Фаланги позначаються після крапки далі: - проксимальна фаланга = 1, - середня фаланга = 2, - дистальна фаланга = 3. Сегмент кістки додатково позначається після: - проксимальний кінець — 1, - діафіз — 2, - дистальний кінець — 3 Загальна схема: Анатомічний регіон+кістка. Палець. Фаланга. Сегмент кістки Приклад: Великий палець, середня фаланга, проксимальний кінець — 88.1.2.1 | 88.__.__.1 — проксимальний кінець                                                            | 88.__.__.1.А — позасуглобовий перелом                                                 |                             |                             |
| 88 — фаланги                                     | Пальці позначаються наступним чином, після крапки: - великий палець = 1, - другий = 2, - третій = 3, - четвертий = 4, - п'ятий = 5. Фаланги позначаються після крапки далі: - проксимальна фаланга = 1, - середня фаланга = 2, - дистальна фаланга = 3. Сегмент кістки додатково позначається після: - проксимальний кінець — 1, - діафіз — 2, - дистальний кінець — 3 Загальна схема: Анатомічний регіон+кістка. Палець. Фаланга. Сегмент кістки Приклад: Великий палець, середня фаланга, проксимальний кінець — 88.1.2.1 | 88.__.__.1 — проксимальний кінець                                                            | 88.__.__.1.В — частково внутрішньосуглобовий перелом                                  |                             |                             |
| 88 — фаланги                                     | Пальці позначаються наступним чином, після крапки: - великий палець = 1, - другий = 2, - третій = 3, - четвертий = 4, - п'ятий = 5. Фаланги позначаються після крапки далі: - проксимальна фаланга = 1, - середня фаланга = 2, - дистальна фаланга = 3. Сегмент кістки додатково позначається після: - проксимальний кінець — 1, - діафіз — 2, - дистальний кінець — 3 Загальна схема: Анатомічний регіон+кістка. Палець. Фаланга. Сегмент кістки Приклад: Великий палець, середня фаланга, проксимальний кінець — 88.1.2.1 | 88.__.__.1 — проксимальний кінець                                                            | 88.__.__.1.С — повний внутрішньосуглобовий перелом                                    |                             |                             |
| 88 — фаланги                                     | Пальці позначаються наступним чином, після крапки: - великий палець = 1, - другий = 2, - третій = 3, - четвертий = 4, - п'ятий = 5. Фаланги позначаються після крапки далі: - проксимальна фаланга = 1, - середня фаланга = 2, - дистальна фаланга = 3. Сегмент кістки додатково позначається після: - проксимальний кінець — 1, - діафіз — 2, - дистальний кінець — 3 Загальна схема: Анатомічний регіон+кістка. Палець. Фаланга. Сегмент кістки Приклад: Великий палець, середня фаланга, проксимальний кінець — 88.1.2.1 | 88.__.__.2 — діафіз                                                                          | 88.__.__.2.А — простий перелом                                                        |                             |                             |
| 88 — фаланги                                     | Пальці позначаються наступним чином, після крапки: - великий палець = 1, - другий = 2, - третій = 3, - четвертий = 4, - п'ятий = 5. Фаланги позначаються після крапки далі: - проксимальна фаланга = 1, - середня фаланга = 2, - дистальна фаланга = 3. Сегмент кістки додатково позначається після: - проксимальний кінець — 1, - діафіз — 2, - дистальний кінець — 3 Загальна схема: Анатомічний регіон+кістка. Палець. Фаланга. Сегмент кістки Приклад: Великий палець, середня фаланга, проксимальний кінець — 88.1.2.1 | 88.__.__.2 — діафіз                                                                          | 88.__.__.2.В — клиноподібний перелом                                                  |                             |                             |
| 88 — фаланги                                     | Пальці позначаються наступним чином, після крапки: - великий палець = 1, - другий = 2, - третій = 3, - четвертий = 4, - п'ятий = 5. Фаланги позначаються після крапки далі: - проксимальна фаланга = 1, - середня фаланга = 2, - дистальна фаланга = 3. Сегмент кістки додатково позначається після: - проксимальний кінець — 1, - діафіз — 2, - дистальний кінець — 3 Загальна схема: Анатомічний регіон+кістка. Палець. Фаланга. Сегмент кістки Приклад: Великий палець, середня фаланга, проксимальний кінець — 88.1.2.1 | 88.__.__.2 — діафіз                                                                          | 88.__.__.2.С — багатоуламковий перелом                                                |                             |                             |
| 88 — фаланги                                     | Пальці позначаються наступним чином, після крапки: - великий палець = 1, - другий = 2, - третій = 3, - четвертий = 4, - п'ятий = 5. Фаланги позначаються після крапки далі: - проксимальна фаланга = 1, - середня фаланга = 2, - дистальна фаланга = 3. Сегмент кістки додатково позначається після: - проксимальний кінець — 1, - діафіз — 2, - дистальний кінець — 3 Загальна схема: Анатомічний регіон+кістка. Палець. Фаланга. Сегмент кістки Приклад: Великий палець, середня фаланга, проксимальний кінець — 88.1.2.1 | 88.__.__.3 — дистальний сегмент                                                              | 88.__.__.3.А — позасуглобовий перелом                                                 |                             |                             |
| 88 — фаланги                                     | Пальці позначаються наступним чином, після крапки: - великий палець = 1, - другий = 2, - третій = 3, - четвертий = 4, - п'ятий = 5. Фаланги позначаються після крапки далі: - проксимальна фаланга = 1, - середня фаланга = 2, - дистальна фаланга = 3. Сегмент кістки додатково позначається після: - проксимальний кінець — 1, - діафіз — 2, - дистальний кінець — 3 Загальна схема: Анатомічний регіон+кістка. Палець. Фаланга. Сегмент кістки Приклад: Великий палець, середня фаланга, проксимальний кінець — 88.1.2.1 | 88.__.__.3 — дистальний сегмент                                                              | 88.__.__.3.В — частково внутрішньосуглобовий перелом                                  |                             |                             |
| 88 — фаланги                                     | Пальці позначаються наступним чином, після крапки: - великий палець = 1, - другий = 2, - третій = 3, - четвертий = 4, - п'ятий = 5. Фаланги позначаються після крапки далі: - проксимальна фаланга = 1, - середня фаланга = 2, - дистальна фаланга = 3. Сегмент кістки додатково позначається після: - проксимальний кінець — 1, - діафіз — 2, - дистальний кінець — 3 Загальна схема: Анатомічний регіон+кістка. Палець. Фаланга. Сегмент кістки Приклад: Великий палець, середня фаланга, проксимальний кінець — 88.1.2.1 | 88.__.__.3 — дистальний сегмент                                                              | 88.__.__.3.С — повний внутрішньосуглобовий перелом                                    |                             |                             |
| 89 — розтрощення, множинні переломи кісток стопи | | 89A — задній відділ стопи                                                                    |                                                                                       |                             |                             |
| 89 — розтрощення, множинні переломи кісток стопи | 89В — середній відділ стопи |                                                                                              |                                                                                       |                             |                             |
| 89 — розтрощення, множинні переломи кісток стопи | 89С — передній відділ стопи |                                                                                              |                                                                                       |                             |                             |

### Лопатка (14)
| Кістка | Локалізація     | Тип                                                                          | Група                                          | Підгрупа | Кваліфікація |
| --- | --------------- | ---------------------------------------------------------------------------- | ---------------------------------------------- | -------- | --- |
| 14 — Лопатка | 14A — відростки | 14A1 — перелом клювовидного відростка                                        |                                                |          | |
| 14 — Лопатка | 14A — відростки | 14A2 — перелом акроміального відростка                                       |                                                |          | |
| 14 — Лопатка | 14A — відростки | 14A3 — перелом остистого відростка                                           |                                                |          | |
| 14 — Лопатка | 14В — тіло      | 14B1 — перелом виходить з тіла в 2 або більше точках                         |                                                |          | l-Вихід бічної межі перелому m-Вихід медіальної межі перелому s-Вихід верхнього краю перелому g-Ділянка безпосередньо збоку від основи коракоїда (бічний вихід суглобової кістки) |
| 14 — Лопатка | 14В — тіло      | 14B2 — перелом виходить з тіла в 3 або більше точках                         |                                                |          | l-Вихід бічної межі перелому m-Вихід медіальної межі перелому s-Вихід верхнього краю перелому g-Ділянка безпосередньо збоку від основи коракоїда (бічний вихід суглобової кістки) |
| 14 — Лопатка | 14F — гленоїд   | 14F0 — через позасуглобову підхрящову кістку суглобової ямки (шийка суглоба) |                                                |          | |
| 14 — Лопатка | 14F — гленоїд   | 14F1 — простий перелом                                                       | 14F1.1 — перелом передньої губи                |          | f-Перелом інфраекваторіального краю, розташований у нижньому квадранті r-Ободок перелому спереду або ззаду від максимального суглобового меридіана з виходить вище і нижче екваторіальної лінії суглоба t-Перелом розташований у двох інфраекваторіальних спереду та ззаду квадранти зі стороною зламу, визначеною центром лінії зламу |
| 14 — Лопатка | 14F — гленоїд   | 14F1 — простий перелом                                                       | 14F1.2 — перелом задньої губи                  |          | f-Перелом інфраекваторіального краю, розташований у нижньому квадранті r-Ободок перелому спереду або ззаду від максимального суглобового меридіана з виходить вище і нижче екваторіальної лінії суглоба t-Перелом розташований у двох інфраекваторіальних спереду та ззаду квадранти зі стороною зламу, визначеною центром лінії зламу |
| 14 — Лопатка | 14F — гленоїд   | 14F1 — простий перелом                                                       | 14F1.3 — поперечний перелом або короткий косий |          | i-Інфраекваторіальний е-Екваторіальний p-Надекваторіальний |
| 14 — Лопатка | 14F — гленоїд   | 14F2 — багатоуламковий перелом (3 або більше лінії перелома)                 | 14F2.1 — перелом гленоїдальної ямки            |          | |
| 14 — Лопатка | 14F — гленоїд   | 14F2 — багатоуламковий перелом (3 або більше лінії перелома)                 | 14F2.2 — центральний переломовивих             |          | |
| Примітка: x-Коракоїд P1, y-Акроміон P2, z-Обидва відростки P3 (Ці кваліфікації можуть бути додані до будь-якого перелому, закодованого як тип B або тип F) |                 |                                                                              |                                                |          | |

### Ключиця (15)
| Кістка       | Локалізація                              | Тип                                                                           | Група | Підгрупа | Кваліфікація |
| ------------ | ---------------------------------------- | ----------------------------------------------------------------------------- | ----- | -------- | --- |
| 15 — ключиця | 15.1 — проксимальний (медіальний) кінець | 15.1A — позасуглобовий перелом в тому числі пошкодження епіфізарної пластинки |       |          | |
| 15 — ключиця | 15.1 — проксимальний (медіальний) кінець | 15.1B — частково внутрішньосуглобовий                                         |       |          | |
| 15 — ключиця | 15.1 — проксимальний (медіальний) кінець | 15.1C — повністю внутрішньосуглобовий                                         |       |          | |
| 15 — ключиця | 15.2 — діафіз                            | 15.2A — простий перелом                                                       |       |          | |
| 15 — ключиця | 15.2 — діафіз                            | 15.2B — клиноподібний перелом                                                 |       |          | |
| 15 — ключиця | 15.2 — діафіз                            | 15.2C — багатоуламковий перелом                                               |       |          | |
| 15 — ключиця | 15.3 — дистальний (латеральний) кінець   | 15.3A — позасуглобовий перелом                                                |       |          | а-зв'язковий комплекс CC інтактний b-СС-зв'язковий комплекс, часткове розрив c-СС-зв'язковий комплекс, повний розрив |
| 15 — ключиця | 15.3 — дистальний (латеральний) кінець   | 15.3B — частково внутрішньосуглобовий                                         |       |          | а-зв'язковий комплекс CC інтактний b-СС-зв'язковий комплекс, часткове розрив c-СС-зв'язковий комплекс, повний розрив |
| 15 — ключиця | 15.3 — дистальний (латеральний) кінець   | 15.3C — повністю внутрішньосуглобовий                                         |       |          | а-зв'язковий комплекс CC інтактний b-СС-зв'язковий комплекс, часткове розрив c-СС-зв'язковий комплекс, повний розрив |

## Класифікація вивихів
Кодування виглядає наступним чином:
1. Перша цифра позначає дистальну кістку вивихнутого суглоба.
2. Друге число 0 означає вивих (за винятком плечового пояса, де всіх вивихів використовується — 10).
3. Третій символ (A, B, C, D і E) використовується, коли в анатомічній області є більше двох кісткових з'єднань.
4. Напрямок дислокації кодується за допомогою універсального модифікатора напрямку дислокації в квадратних дужках [5_].

| Анатомічний регіон                  | Локалізація                                                   | Додактвова локалізація                                     | Кваліфікації |
| ----------------------------------- | ------------------------------------------------------------- | ---------------------------------------------------------- | --- |
| 10 — плечовий пояс                  | 10A[5_] — плечовий суглоб                                     |                                                            | |
|                                     | 10B[5_] — ключично-акроміальний суглоб                        |                                                            | |
|                                     | 10C[5_] — ключично-грудинний суглоб                           |                                                            | |
|                                     | 10D[5_] — лопатка (лопатково-грудиноклітинний суглоб)         |                                                            | |
| 20 — лікоть                         | 20A[5_] — променево-плечовий та ліктьово-плечовий суглоби     |                                                            | |
|                                     | 20B[5_] — променево-плечовий суглоб                           |                                                            | |
|                                     | 20C[5_] — ліктьово-плечовий суглоба                           |                                                            | |
| 30 — кульшовий суглоб               | 30[5_] — кульшовий суглоб                                     |                                                            | |
| 40 — колінний суглоб                | 40A[5_] — гомілко-стегновий суглоб                            |                                                            | a-KD1 — розрив багатьох зв'язок з інтактними хрестоподібними зв'язками b-KDII — двохрестоподібний розрив з неушкодженими колатеральними зв'язками c-KDIIIM — двохрестоподібний розрив із розривом медіальної колатеральної зв'язки d-KDIIIL — двохрестоподібний розрив із розривом латеральної колатеральної зв'язки e-KDIV — розрив MCL, LCL, ACL, PCL f-KDV— вивих перелому g-супутнє пошкодження артерій h-пов'язане пошкодження нерва У більш конкретному кодуванні буде використано код перелому та універсальний модифікатор для вивиху і напрям. |
| 40 — колінний суглоб                | 40B[5_] — надколіннико-стегновий суглоб                       |                                                            | a-KD1 — розрив багатьох зв'язок з інтактними хрестоподібними зв'язками b-KDII — двохрестоподібний розрив з неушкодженими колатеральними зв'язками c-KDIIIM — двохрестоподібний розрив із розривом медіальної колатеральної зв'язки d-KDIIIL — двохрестоподібний розрив із розривом латеральної колатеральної зв'язки e-KDIV — розрив MCL, LCL, ACL, PCL f-KDV— вивих перелому g-супутнє пошкодження артерій h-пов'язане пошкодження нерва У більш конкретному кодуванні буде використано код перелому та універсальний модифікатор для вивиху і напрям. |
| 40 — колінний суглоб                | 40C[5_] — малогомілково-великогомілковий проксимальний суглоб |                                                            | a-KD1 — розрив багатьох зв'язок з інтактними хрестоподібними зв'язками b-KDII — двохрестоподібний розрив з неушкодженими колатеральними зв'язками c-KDIIIM — двохрестоподібний розрив із розривом медіальної колатеральної зв'язки d-KDIIIL — двохрестоподібний розрив із розривом латеральної колатеральної зв'язки e-KDIV — розрив MCL, LCL, ACL, PCL f-KDV— вивих перелому g-супутнє пошкодження артерій h-пов'язане пошкодження нерва У більш конкретному кодуванні буде використано код перелому та універсальний модифікатор для вивиху і напрям. |
| 70 — кисть та зап'ясток             | 70A[5_] — дистальний променево-ліктьовий суглоб               |                                                            | |
| 70 — кисть та зап'ясток             | 70B[5_] — променево-зап'ястковий суглоб                       |                                                            | |
| 70 — кисть та зап'ясток             | 70C[5_] — міжзап'ястковий суглоб                              |                                                            | |
| 70 — кисть та зап'ясток             | 70D[5_] — зап'ястно-п'ястковий суглоб                         | 70D1[5_] — 1 п'ястно-трапецивидний суглоб                  | |
| 70 — кисть та зап'ясток             | 70D[5_] — зап'ястно-п'ястковий суглоб                         | 70D2[5_] — 2 п'ястно-трапецеподібний суглоб                | |
| 70 — кисть та зап'ясток             | 70D[5_] — зап'ястно-п'ястковий суглоб                         | 70D3[5_] — 3 п'ястно-головчатий суглоб                     | |
| 70 — кисть та зап'ясток             | 70D[5_] — зап'ястно-п'ястковий суглоб                         | 70D4[5_] — 4 п'ястно-головчатий суглоб                     | |
| 70 — кисть та зап'ясток             | 70D[5_] — зап'ястно-п'ястковий суглоб                         | 70D5[5_] — 5 п'ястно-тригранний суглоб                     | |
| 70 — кисть та зап'ясток             | 70D[5_] — зап'ястно-п'ястковий суглоб                         | 70D6[5_] — багатосуглобовий вивих                          | |
| 70 — кисть та зап'ясток             | 70E[5_] — фалангові суглоби                                   | 70E1.__. — п'ястно-фаланговий суглоб (1-5 палець)          | |
| 70 — кисть та зап'ясток             | 70E[5_] — фалангові суглоби                                   | 70E2.__. — проксимальний міжфаланговий суглоб (1-5 палець) | |
| 70 — кисть та зап'ясток             | 70E[5_] — фалангові суглоби                                   | 70E3.__. — дистальний міжфаланговий суглоб (2-5 палець)    | |
| 70 — кисть та зап'ясток             | 70E[5_] — фалангові суглоби                                   | 70E4[5_ ] — вивих сесамоподібних кісточок                  | |
| 70 — кисть та зап'ясток             | 70E[5_] — фалангові суглоби                                   | 70E5 — множинний вивих фалангових суглобів                 | |
| 80 — стопа та гомілкостопний суглоб | 80A[5_] — синдесмоз                                           |                                                            | |
| 80 — стопа та гомілкостопний суглоб | 80B[5_] — гомілкостопний суглоб                               |                                                            | |
| 80 — стопа та гомілкостопний суглоб | 80C[5_] — підтаранний суглоб                                  |                                                            | |
| 80 — стопа та гомілкостопний суглоб | 80D - плесна                                                  | 80D1[5_] - таранно-човноподібний суглоб                    | |
| 80 — стопа та гомілкостопний суглоб | 80D - плесна                                                  | 80D2[5_] — п'ятково-кубовидний суглоб                      | |
| 80 — стопа та гомілкостопний суглоб | 80D - плесна                                                  | 80D3[5_] — човноподібно-клиновидний суглоб                 | |
| 80 — стопа та гомілкостопний суглоб | 80D - плесна                                                  | 80D4[5_] — міжклиновидний суглоб                           | |
| 80 — стопа та гомілкостопний суглоб | 80D - плесна                                                  | 80D5[5_] — тарзально-плечновий суглоб                      | |
| 80 — стопа та гомілкостопний суглоб | 80D - плесна                                                  | 80D5.1[5_] — 1-й плесново-клиноподібний медіальний суглоб  | |
| 80 — стопа та гомілкостопний суглоб | 80D - плесна                                                  | 80D5.2[5_] — 2-й плесново-клиноподібний середній суглоб    | |
| 80 — стопа та гомілкостопний суглоб | 80D - плесна                                                  | 80D5.3[5_] — 3-й плесново-клиноподібний латеральний суглоб | |
| 80 — стопа та гомілкостопний суглоб | 80D - плесна                                                  | 80D5.4[5_] — 4-й плесново-кубоподібний суглоб              | |
| 80 — стопа та гомілкостопний суглоб | 80D - плесна                                                  | 80D5.5[5_] — 5-й плесново-кубоподібний суглоб              | |
| 80 — стопа та гомілкостопний суглоб | 80D - плесна                                                  | 80D5.6[5_] — множинний вивих плесневих суглобів            | |
| 80 — стопа та гомілкостопний суглоб | 80D - плесна                                                  | 80D6 — множинний вивих суглобів стопи                      | |
| 80 — стопа та гомілкостопний суглоб | 80Е — фалангові суглоби пальців стопи                         | 80E1.__. — п'ястно-фаланговий суглоб (1-5 палець)          | |
| 80 — стопа та гомілкостопний суглоб | 80Е — фалангові суглоби пальців стопи                         | 80E2.__. — проксимальний міжфаланговий суглоб (1-5 палець) | |
| 80 — стопа та гомілкостопний суглоб | 80Е — фалангові суглоби пальців стопи                         | 80E3.__. — дистальний міжфаланговий суглоб (2-5 палець)    | |
| 80 — стопа та гомілкостопний суглоб | 80Е — фалангові суглоби пальців стопи                         | 80E4[5_] — вивих сесамоподіної кістки (будь-якої)          | |
| 80 — стопа та гомілкостопний суглоб | 80Е — фалангові суглоби пальців стопи                         | 80E5 — чисельні вивихи пальців                             | |

## Педіатрична класифікація
При переломах у дорослих важливе значення має тяжкість травми та характер перелому. У педіатричних переломах додається ще один компонент — феномен зони росту. Для уніфікації класифікації переломів у дітей AO/OTA з 2018 року пропонують використовувати Педіатричну комплексну класифікацію переломів довгих кісток (AO Pediatric Comprehensive Classification of Long Bone Fractures (PCCF)

### Принципи класифікація переломів довгих кісток у дітей
Кістки закодовані:
- плечова кістка (1),
- променева кістка (2r),
- ліктьова кістка (2u),
- стегнова кістка (3),
- великогомілкова кістка (4t),
- малогомілкова кістка (4f).

Парні кістки такі як променева/ліктьова кістка або великогомілкова/малогомілкова кістка класифікуються як окремі кістки, що дозволяє детально документувати комбіновані переломи кісток променевої та ліктьової кістки, або гомілкової та малогомілкової кістки.
Сегменти кісток:
- проксимальний кінцевий сегмент (1),
- діафізарний сегмент (2),
- дистальний кінцевий сегмент (3).

Кінцевий сегмент складається з епіфіза (E) і метафіза (М). Підсегмент D — це ділянка діафіза між двома метафізами.
| Код діагнозу     | Код діагнозу    | Код діагнозу                     | Код діагнозу | Код діагнозу       | Код діагнозу | Код діагнозу           | Код діагнозу                               | Код діагнозу |
| ---------------- | --------------- | -------------------------------- | ------------ | ------------------ | ------------ | ---------------------- | ------------------------------------------ | --- |
| Локалізація      | Локалізація     | Локалізація                      | Локалізація  | Локалізація        | /            | Морфологія             | Морфологія                                 | Морфологія |
| Кістка (1,2,3,4) | Сегмент (1,2,3) | Кістка з пари кісток (r, u,t, f) | -            | Субсегмент (E M D) | /            | Малюнок перелому (1-9) | Важкість .1 (простий) .2 (багатоуламковий) | Зміщення Дистальний відділ плечової кістки: I—IV Проксимальний відділ променевої кістки: I—III Проксимальний відділ стегнової кістки: I—III |
| Кістка (1,2,3,4) | Сегмент (1,2,3) | Кістка з пари кісток (r, u,t, f) | -            | Субсегмент (E M D) | /            | Сторона відриву (m l)  |                                            | Зміщення Дистальний відділ плечової кістки: I—IV Проксимальний відділ променевої кістки: I—III Проксимальний відділ стегнової кістки: I—III |

| Епіфізарні переломи  | Епіфізарні переломи                                   |
| Код                  | Характеристика                                        |
| -------------------- | ----------------------------------------------------- |
| E/1                  | Перелом Сальтера-Харіса тип 1                         |
| E/2                  | Перелом Сальтера-Харіса тип 2                         |
| E/3                  | Перелом Сальтера-Харіса тип 3                         |
| E/4                  | Перелом Сальтера-Харіса тип 4                         |
| E/5                  | Перелом двоплощиний (Tillaux)                         |
| E/6                  | Перелом триплощинний                                  |
| E/7                  | Відривний прелом                                      |
| E/8                  | Пластинчатий перелом (flake)                          |
| E/9                  | Інші переломи                                         |
| Метафізарний перелом |                                                       |
| Код                  | Характеристика                                        |
| M/2                  | Неповний перелом (типу тора/пряжки або зеленої гілки) |
| M/3                  | Повний перелом                                        |
| M/7                  | Відривний перелом                                     |
| M/9                  | Інший перелом                                         |
| Діафізарні переломи  |                                                       |
| Код                  | Характеристика                                        |
| D/1                  | «Кланяючийся» перелом                                 |
| D/2                  | Перелом по типу «зеленої гілки»                       |
| D/3                  | «Малюковий» перелом                                   |
| D/4                  | Повний поперечний ≤30° перелом                        |
| D/5                  | Повний косий/спіральний >30° перелом                  |
| D/6                  | Перелом Монтеджи                                      |
| D/7                  | Перелом Галеаці                                       |
| D/9                  | Інші переломи                                         |